# Église Saint-Quentin de Valmondois
L'église Saint-Quentin est une église catholique paroissiale située à Valmondois, dans le Val-d'Oise, en France. Elle a été construite à partir du début du XIIIe siècle dans le style gothique, en commençant par le chœur qui se composait initialement de trois vaisseaux de largeur différente, mais de hauteur identique. Cette partie est voûtée sur croisées d'ogives, qui retombent sur des colonnettes aux chapiteaux d'un décor sculpté varié, représentatif de l'architecture d'Île-de-France pendant la seconde moitié du règne de Philippe Auguste. La nef devait être construite suivant les mêmes principes, mais les paroissiens ne sont pas parvenus à réunir les moyens nécessaires, et l'on se contenta d'édifier une nef provisoire non voûtée, qui est étonnement courte. Sa partie occidentale a probablement disparu. Cette nef d'une facture très simple n'a finalement jamais été remplacée, et représente aujourd'hui dans la région l'un des derniers spécimens du type le plus modeste de la nef gothique. Au début du XVIe siècle, quand Charles de Villiers de L'Isle-Adam est seigneur de Valmondois, le collatéral nord du chœur est remplacé par une chapelle assez basse de deux travées. Ce sont les clés de voûte pendantes de ses voûtes à liernes et tiercerons qui font la célébrité de l'église de Valmondois. Alors que le bas-côté appartiennent au style gothique flamboyant, la sculpture des clés de voûte est influencée par la Renaissance italienne. Elles présentent des statuettes d'Apôtres et de saints, ainsi que des chérubins, des écussons et des arrangements de feuillages. Le chœur et le bas-côté nord ont été inscrits monument historique par arrêté du 31 janvier 1935.

## Localisation
L'église se situe dans le département français du Val-d'Oise, dans le parc naturel régional du Vexin français, au centre de la commune de Valmondois, près de la vallée de l'Oise. Valmondois est un village-rue semi-rural dans la vallée du Sausseron, traversé de long en large par la Grande-Rue (RD 151). L'église se situe au milieu du centre du village, sur la Grande-Rue, un peu avant la mairie en venant depuis la gare de Valmondois ou la vallée de l'Oise. Un parvis engazonné sépare la façade méridionale de l'église de la rue ; s'y trouve également le monument aux morts de la commune. Le chevet donne sur le chemin du Moulin sous l'Église. On ne peut pas faire le tour de l'édifice, car les autres élévations donnent sur des propriétés privées.

## Historique

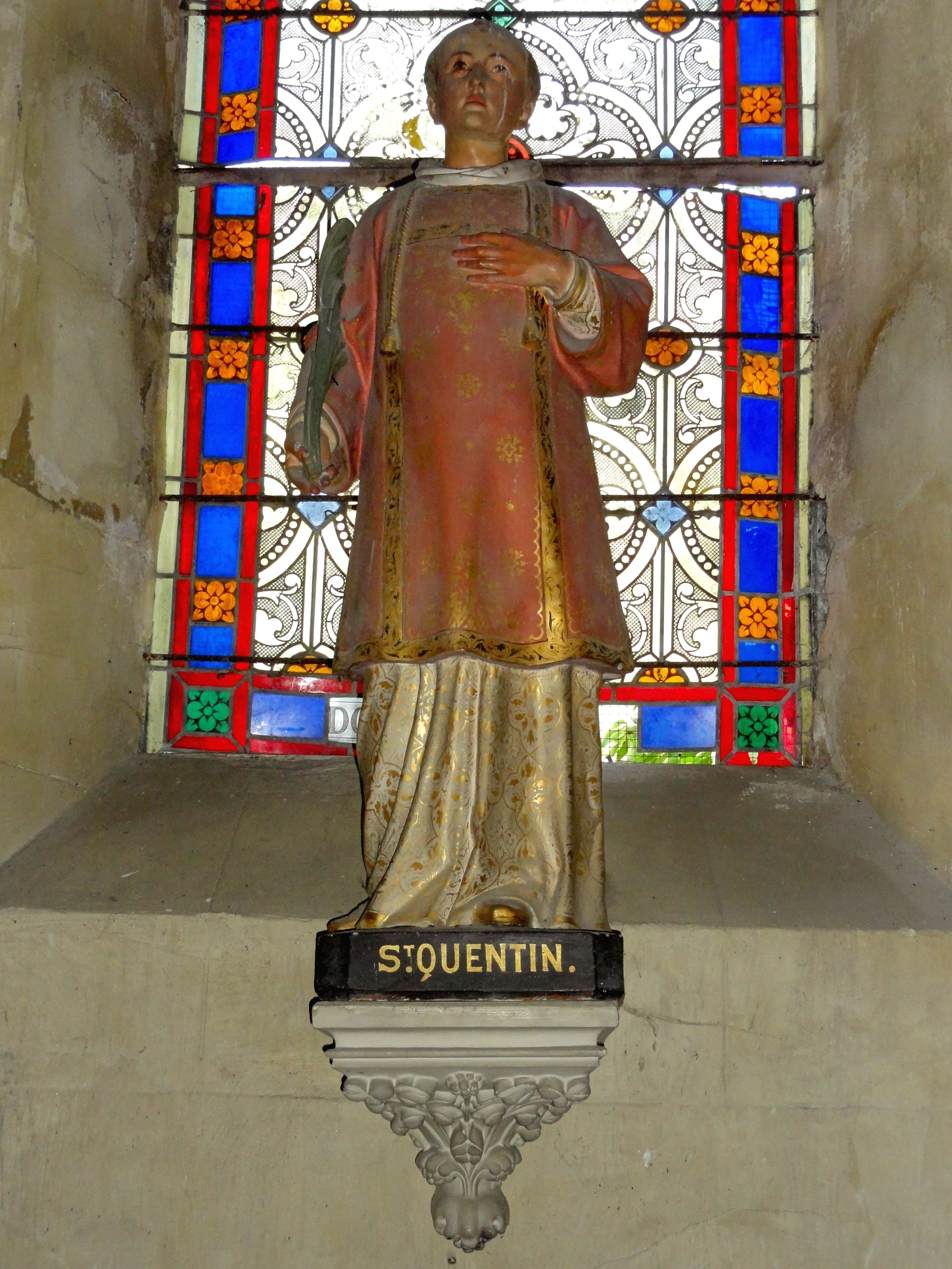
Le patron de l'église a participé à l'évangélisation du Vexin.

Les origines de l'église se perdent dans le temps. Il paraît qu'elle a toujours été placée sous le vocable de saint Quentin, compagnon de saint Lucien de Beauvais pendant la seconde moitié du IIIe siècle, évangélisateur et martyr. Quand le seigneur Adam de Valmondois la donne à l'abbaye Saint-Martin de Pontoise en 1093, ce n'est sans doute qu'une chapelle. Le don, qui est susceptible de n'être qu'une restitution d'anciens biens ecclésiastiques motivée par la réforme grégorienne, s'accompagne des dîmes liées à l'église, du cimetière et de deux arpents de prés et de bois, pour édifier un prieuré. Valmondois est donc à la fois église paroissiale et prieurale. Curé et prieuré se partagent la grosse dîme de la paroisse. Les menues dîmes reviennent au curé pour un tiers et au prieuré pour les deux autres tiers. Sous tout l'Ancien Régime, la paroisse dépend de l'archidiaconé du Vexin français de l'archidiocèse de Rouen. C'est apparemment la paroisse la plus éloignée du siège épiscopal. La limite d'avec le diocèse de Beauvais dont fait partie Nesles-la-Vallée est matérialisée par le Sausseron et se situe donc à la limite nord-est du village. Le prieuré a disparu depuis longtemps. Au début du XVIIe siècle, il n'est plus qu'un simple bénéfice, c'est-à-dire qu'il n'y a plus d'autres moines que le prieur, qui ne réside plus obligatoirement sur place. Les bâtiments du prieuré sont certainement déjà transformés en ferme à cette époque. L'on a souvent supposé que la ferme faisant face au chevet de l'église corresponde à l'ancien prieuré, mais Louis Régnier affirme qu'elle a toujours été séparée de l'église par une rue. En effet, à de très rares exceptions près, les prieurés sont toujours contigüs aux églises au Moyen Âge afin que les moines bénéficient d'un accès direct. Il est donc plus probable que le prieuré était située à l'ouest de l'église. Sa suppression remonte au XVIIIe siècle, mais il n'est pas certain qu'elle soit liée à la Révolution française.
La construction de l'église actuelle, qui remplace vraisemblablement une église romane, commence au début du XIIIe siècle par le chœur, financé conformément à la coutume par les gros décimateurs, en l'occurrence le curé et le prieuré. Des pierres de réserve visibles à l'ouest et des faisceaux de colonnettes tournés vers la nef témoignent du projet de continuer la construction par une nef de hauteur identique. Mais les paroissiens ne parviennent pas à réunir les fonds nécessaires, et une nef de caractère provisoire est édifiée vers 1230 / 1240. Pour Louis Régnier, il paraît évident que la nef était plus longue à l'origine, car une nef aussi courte qu'actuellement semble inconcevable. L'on ignore toutefois quand et dans quelles circonstances la première travée a disparu. La consécration de l'église n'a lieu que très tardivement, le 3 mai 1478, par Robert Clément, évêque in partibus d'Hippone (it), et auxiliaire de l'archevêque de Rouen. Cette date fait penser que l'église aurait été partiellement détruite pendant la guerre de Cent Ans, mais Louis Régnier affirme qu'il n'y a pas de trace d'une telle reconstruction. Pendant le premier quart du XVIe siècle, le seigneur Charles de Villiers de L'Isle-Adam, évêque de Limoges, fait remplacer le collatéral nord du chœur par une chapelle d'une superficie équivalente, mais nettement plus basse. Elle se caractérise par les clés de voûte pendantes richement sculptées. Le blason du seigneur figure sur la clé de voûte centrale de la seconde travée (d'or, au chef d'azur chargé d'un dextrochère vêtu d'hermine, au manipule du même brochant). Sachant qu'il donne la seigneurie à son neveu à la mode de Bretagne Anne de Montmorency en 1527, la construction doit être terminée avant cette date. Le chœur et le bas-côté nord ont été inscrits monument historique par arrêté du 31 janvier 1935.

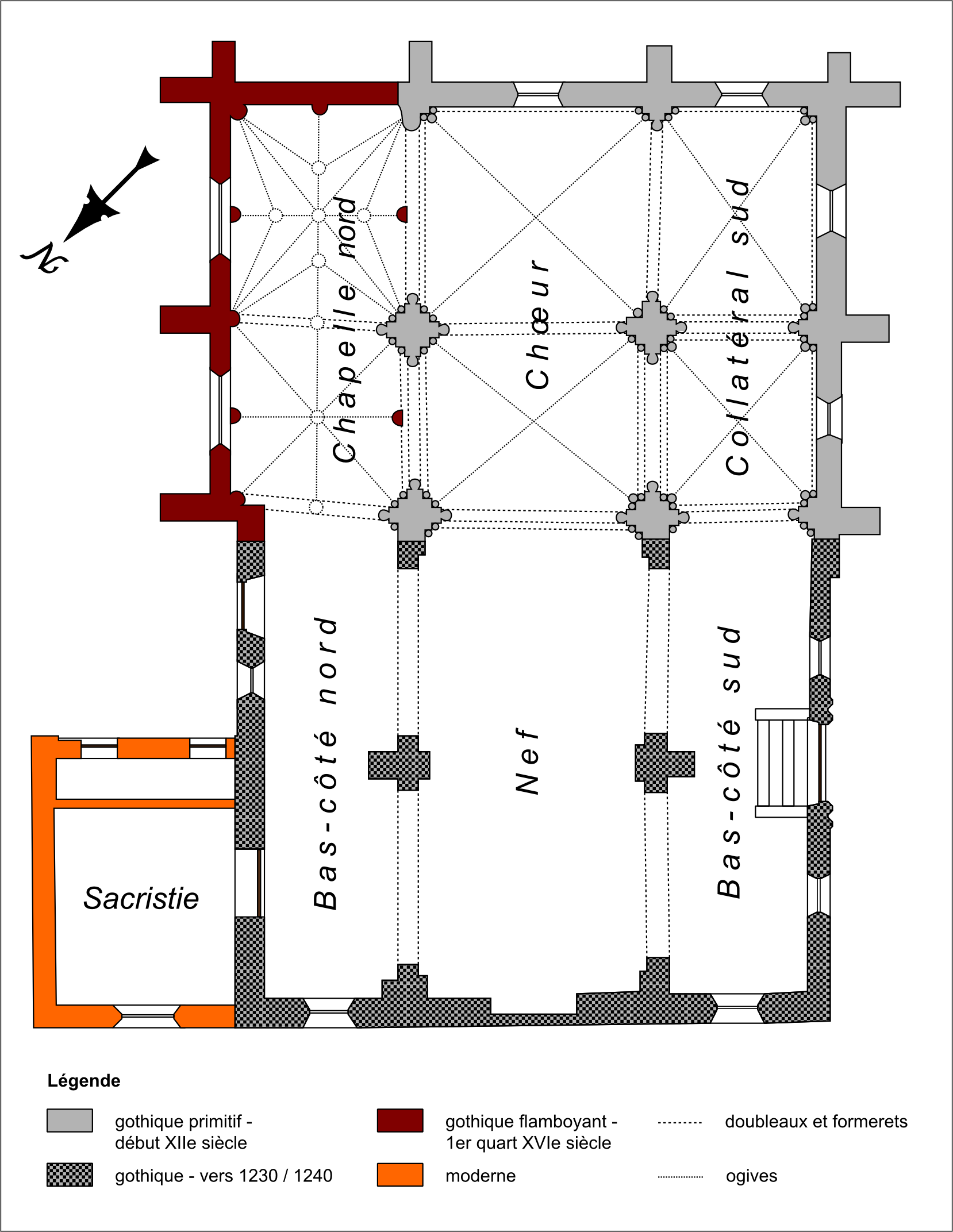
Plan de l'église.

Après la Révolution française et la création du département de Seine-et-Oise, la paroisse de Valmondois est rattachée au nouveau diocèse de Versailles qui correspond exactement au territoire du département. Dans le contexte de la refonte des départements d'Île-de-France, le nouveau diocèse de Pontoise est érigé en 1966, et Valmondois en fait partie à l'instar de toutes les autres paroisses du département. Le diocèse de Versailles se limite désormais au seul département des Yvelines. La paroisse de Valmondois fait aujourd'hui partie du « secteur pastoral du Sausseron », soit huit villages à l'est du plateau du Vexin : Arronville, Frouville, Hédouville, Labbeville, Menouville, Nesles-la-Vallée, Valmondois, Vallangoujard. Le curé réside à Nesles-la-Vallée. Des messes dominicales anticipées sont célébrées chaque samedi soir dans l'église Saint-Quentin de Valmondois, ce qui mérite d'être signalé car la plupart des petites églises du Vexin ne sont plus utilisées régulièrement pour le culte.

## Description

### Aperçu général
Irrégulièrement orientée nord-ouest - sud-est, l'église ne possède pas de façade occidentale. L'on y accède par le portail latéral du bas-côté sud, qui donne en réalité sur le sud-ouest. Le plan de l'église est très simple. Elle se compose d'une courte nef de deux travées accompagnée de bas-côtés ; ainsi que d'un chœur au chevet plat de pareille longueur, et flanqué de deux collatéraux. La sacristie a été ajoutée au nord de la première travée du bas-côté nord. Le petit clocher de charpente se dresse à cheval sur le toit du chœur. Nef et chœur forment des entités bien distinctes. Plus basse que le chœur, la nef et les bas-côtés ne sont pas voûtés, mais recouverts par des fausses voûtes en berceau de plâtre. L'architecture est à l'intérieur de la même simplicité que le suggère la façade. Le chœur se présente tout au contraire dans un style gothique très élégant. Nettement plus élevé que la nef, il date du début du XIIIe siècle et est entièrement voûté d'ogives. Son collatéral nord a été construit au milieu du XVIe siècle en tant que chapelle seigneuriale. C'est la partie la plus récente de l'église, et également la plus intéressante grâce à ses voûtes à liernes et tiercerons dont les clés de voûte pendantes de la forme de petits édicules garnis de statuettes.

### Intérieur

#### Nef et bas-côtés

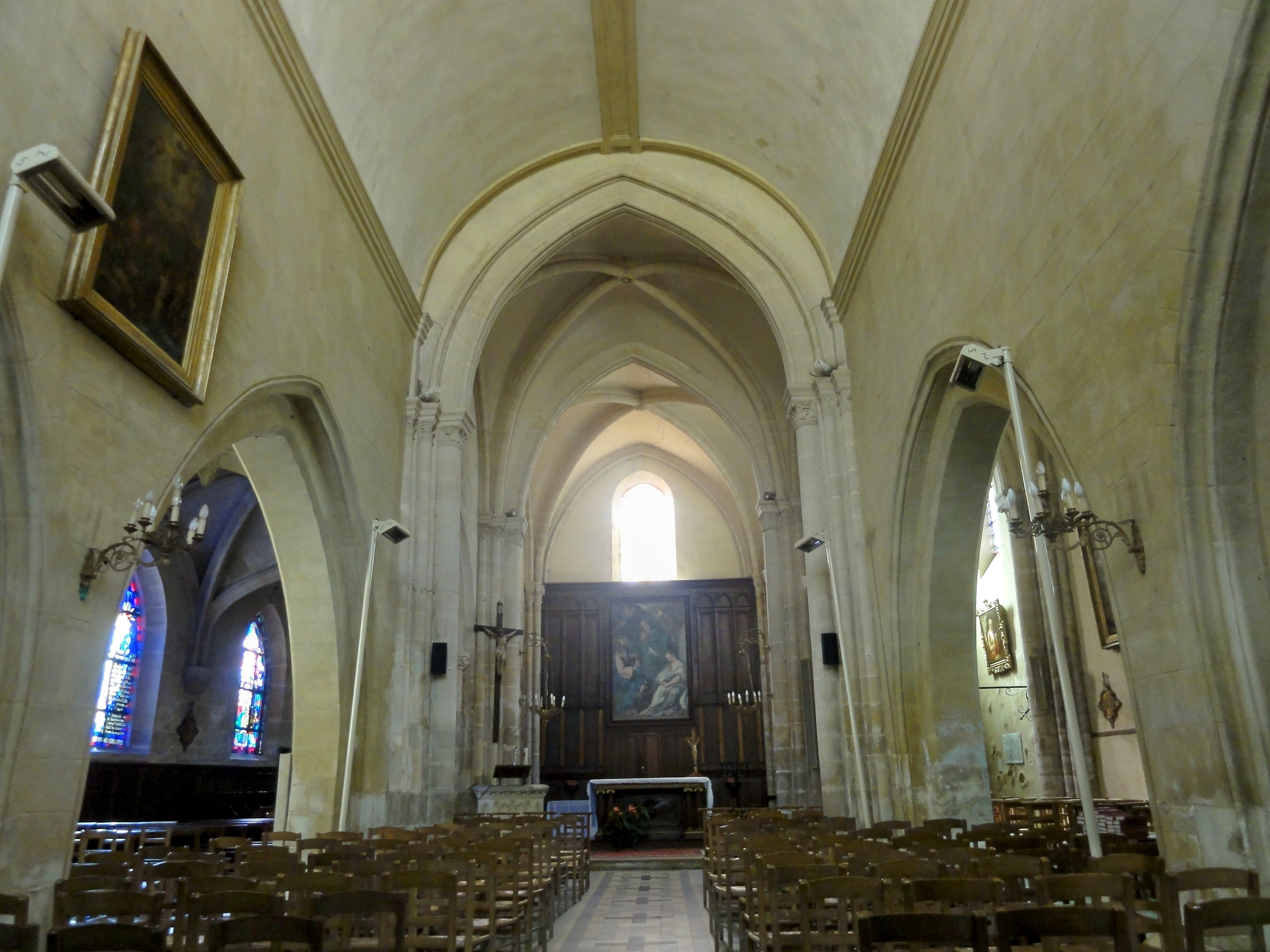
Nef, vue vers l'est.

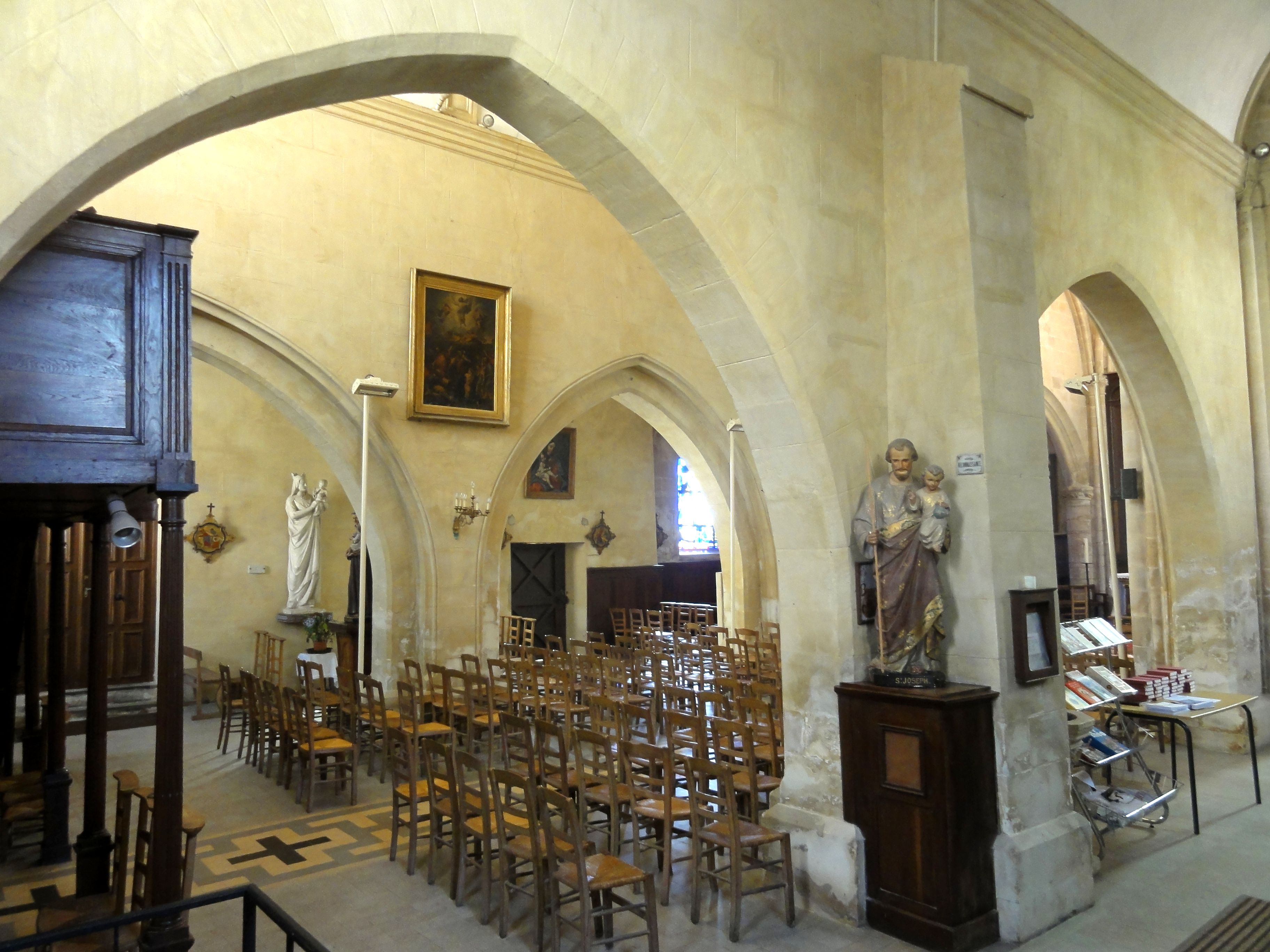
Bas-côté sud, grandes arcades.

En franchissant la porte, il faut descendre plusieurs marches pour entrer dans l'église. Il paraît inhabituel que l'on se retrouve face à un pilier : la porte a été percée au milieu du mur avec des fenêtres de part et d'autre, mais la subdivision ne porte que sur deux travées. La nef communique avec les bas-côtés par des arcades en tiers-point dépourvues de colonnettes, de chapiteaux et même d'impostes, mais néanmoins moulurées du côté de la nef. Ce n'est pas le cas vers les bas-côtés, où les arêtes des arcades sont simplement chanfreinées, et où l'on a même appliqué des contreforts aux piliers qui séparent les deux arcades. Depuis les bas-côtés, on ne voit pas non plus que les arcades sont constituées de deux rangs de claveaux. L'arête du rang de claveaux supérieur y est également chanfreinée, et les claveaux sont agrémentés d'une gorge entre deux baguettes. La nef a fait l'objet d'une restauration générale à la fin du XIXe siècle, et les grandes arcades ont été rajeunies à cette occasion.
À une époque plus reculée, les murs des bas-côtés ont été rehaussés, et auparavant, les glacis qui amortissent les contreforts des piliers de la nef ne devaient pas être visibles. Les bas-côtés devaient être recouverts par de simples plafonds, et il se peut que les parois extérieures étaient primitivement en bois. En tout cas, les actuelles fenêtres en plein cintre ne sont pas antérieures au milieu du XVIe siècle. Bas-côtés et nef sont recouverts ensemble par une toiture unique à deux rampants, ce qui devait aussi être le cas à l'origine. Construite à l'économique car destinée à ne pas durer, la nef de Saint-Quentin reprend plusieurs caractéristiques des nefs-granges romanes, dont des exemples existent toujours dans le Vexin français. De telles nefs datant de la période gothique sont devenues très rares, et celles qui subsistent ont été remaniées ou voûtées. L'ancienne nef de l'église Saint-Pierre-aux-Liens d'Osny ressemblait beaucoup à celle de Valmondois, sauf qu'elle était plus longue. Dans sa simplicité, la nef de l'église Saint-Quentin est donc un intéressant témoin de l'histoire de l'architecture religieuse.
En 1813, l'ancien plafond était très abîmé, et la nef et ses bas-côtés ont été dotés de fausses voûtes en berceau, qui sont formées par des lattes recouvertes de plâtre. Des bandeaux moulurés à la naissance des voûtes, ainsi que des bandeaux dans le goût du Classicisme sur la ligne de faîte et à l'intersection entre les travées, donnent un peu de noblesse à ces voûtes économiques. La hauteur du plafond de la nef surprend quelque peu, car elle atteint presque le niveau du chœur, alors qu'à l'extérieur, sa toiture marque une nette différence de hauteur. Louis Régnier estime que la nef a elle aussi été surhaussée. Des fenêtres hautes bouchées demeurent par ailleurs visibles dans les combles des bas-côtés, et leur forme indique qu'elles sont très postérieures à la construction de la nef. Pendant un certain temps, les bas-côtés devaient donc posséder des toits en appentis indépendants afin de laisser entrer le jour par ces baies.
Il n'y a plus de fenêtres hautes, mais le mur occidental est percé d'une vaste baie en plein cintre au-dessus de la tribune. Côté est, l'arc triomphal en tiers-point contraste avec le profil en plein cintre du berceau de la nef. Elle repose sur les chapiteaux de crochets de deux colonnes engagées, flanquées chacune de deux colonnettes dont l'une supporte le doubleau secondaire, et dont l'autre, sans emploi, devait recevoir une ogive de la nef définitive, jamais réalisée,.

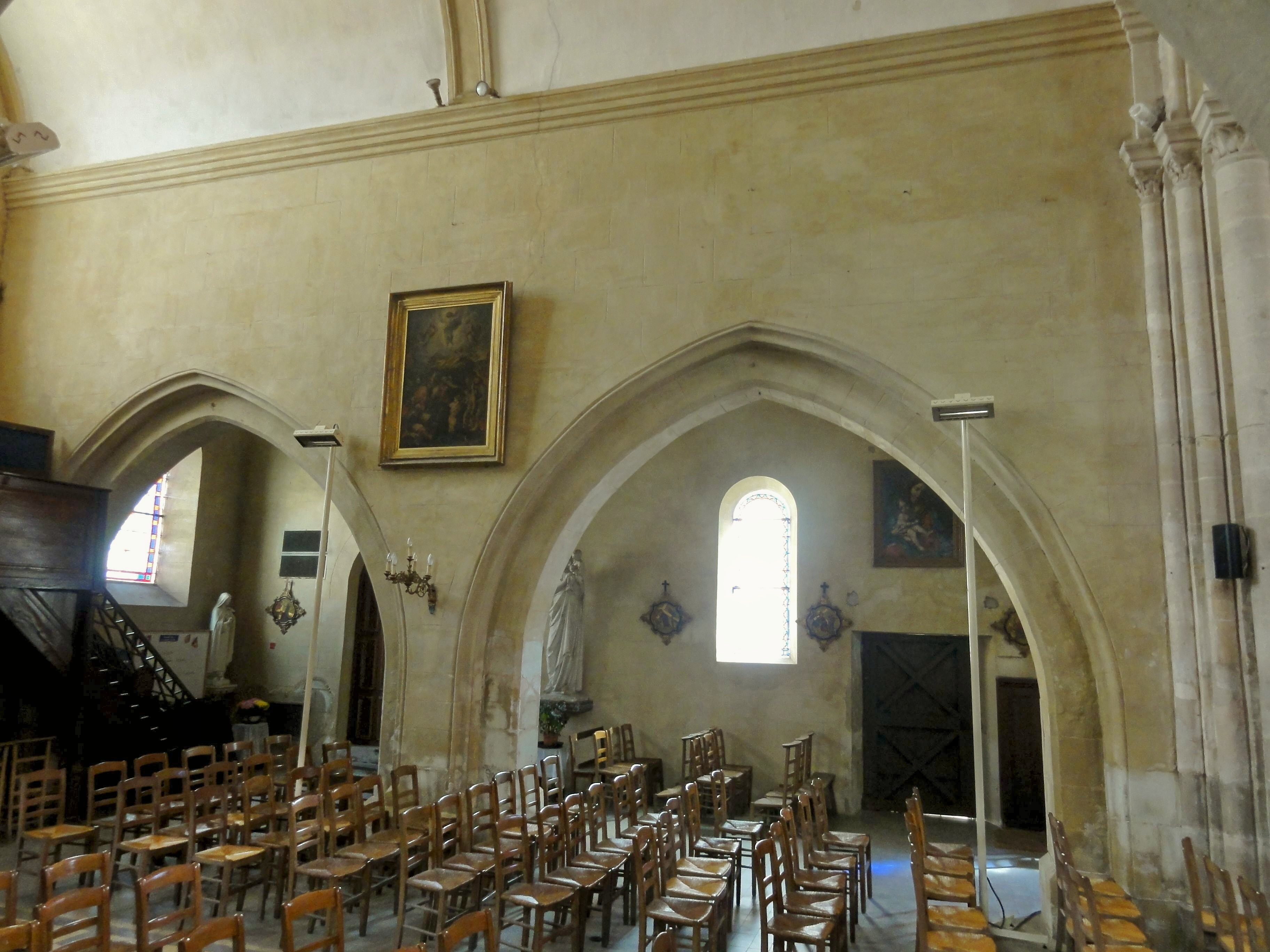
Nef, grandes arcades du nord.
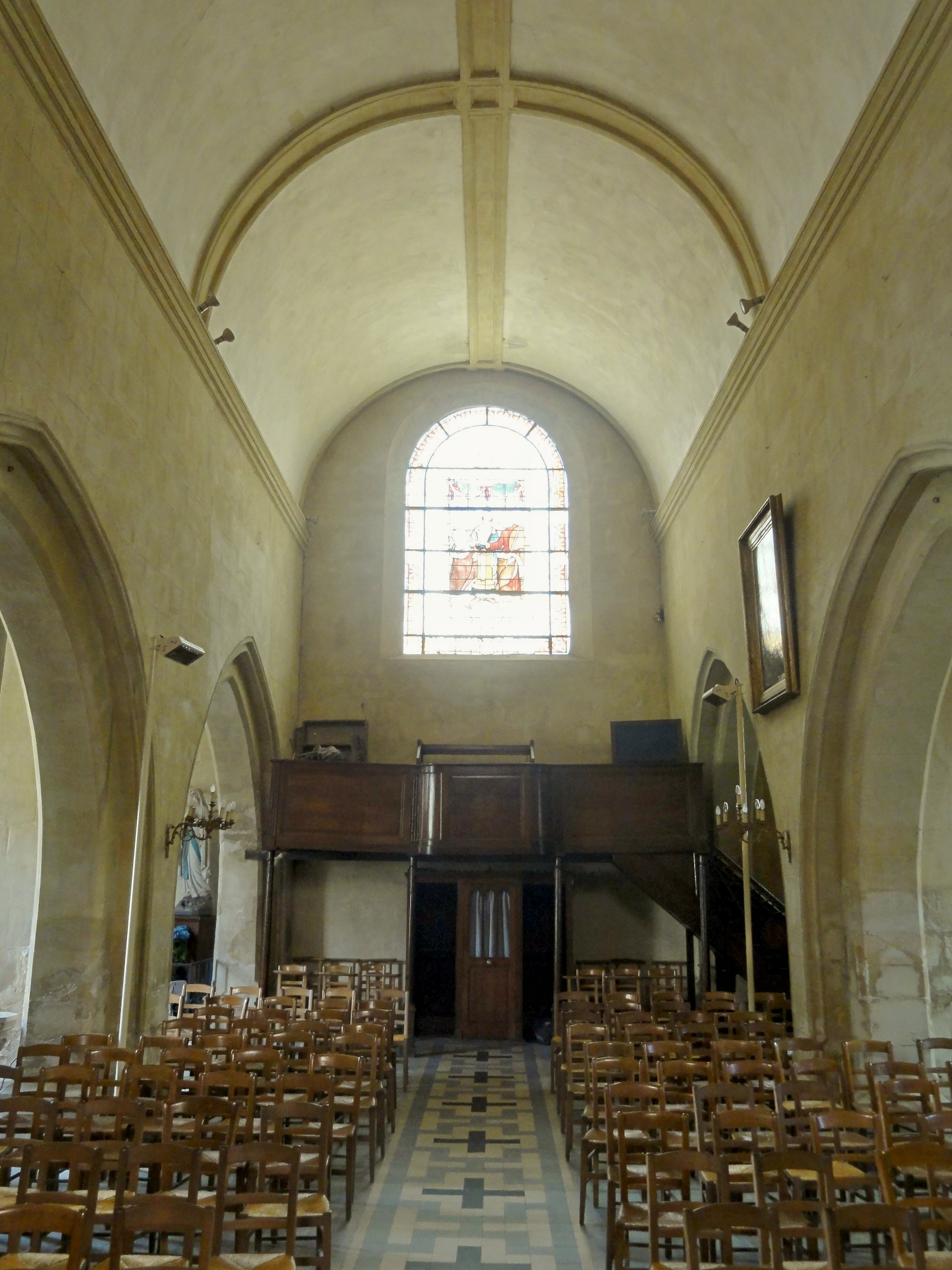
Nef, vue vers l'ouest.
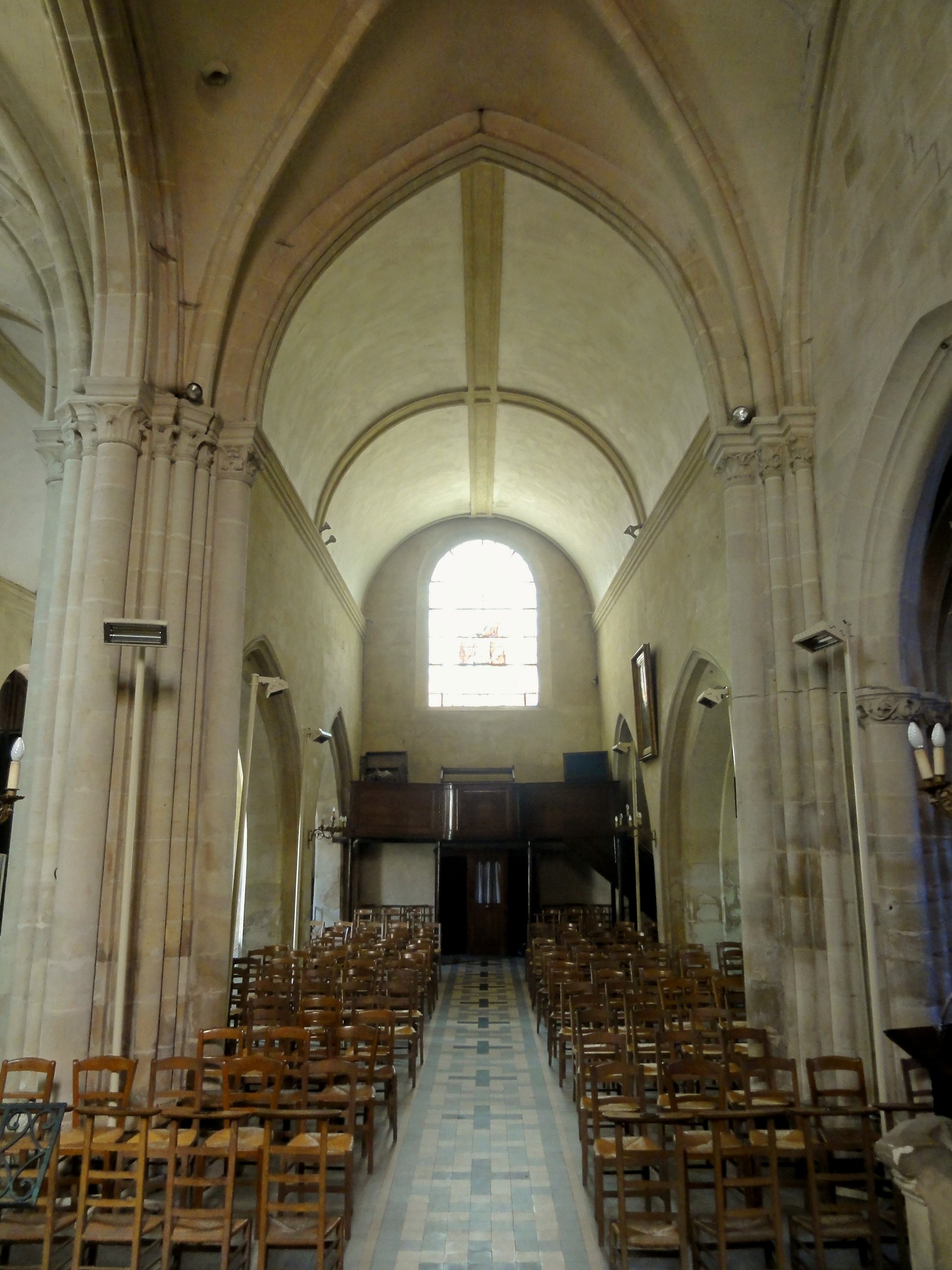
Nef, vue vers l'ouest depuis le chœur.
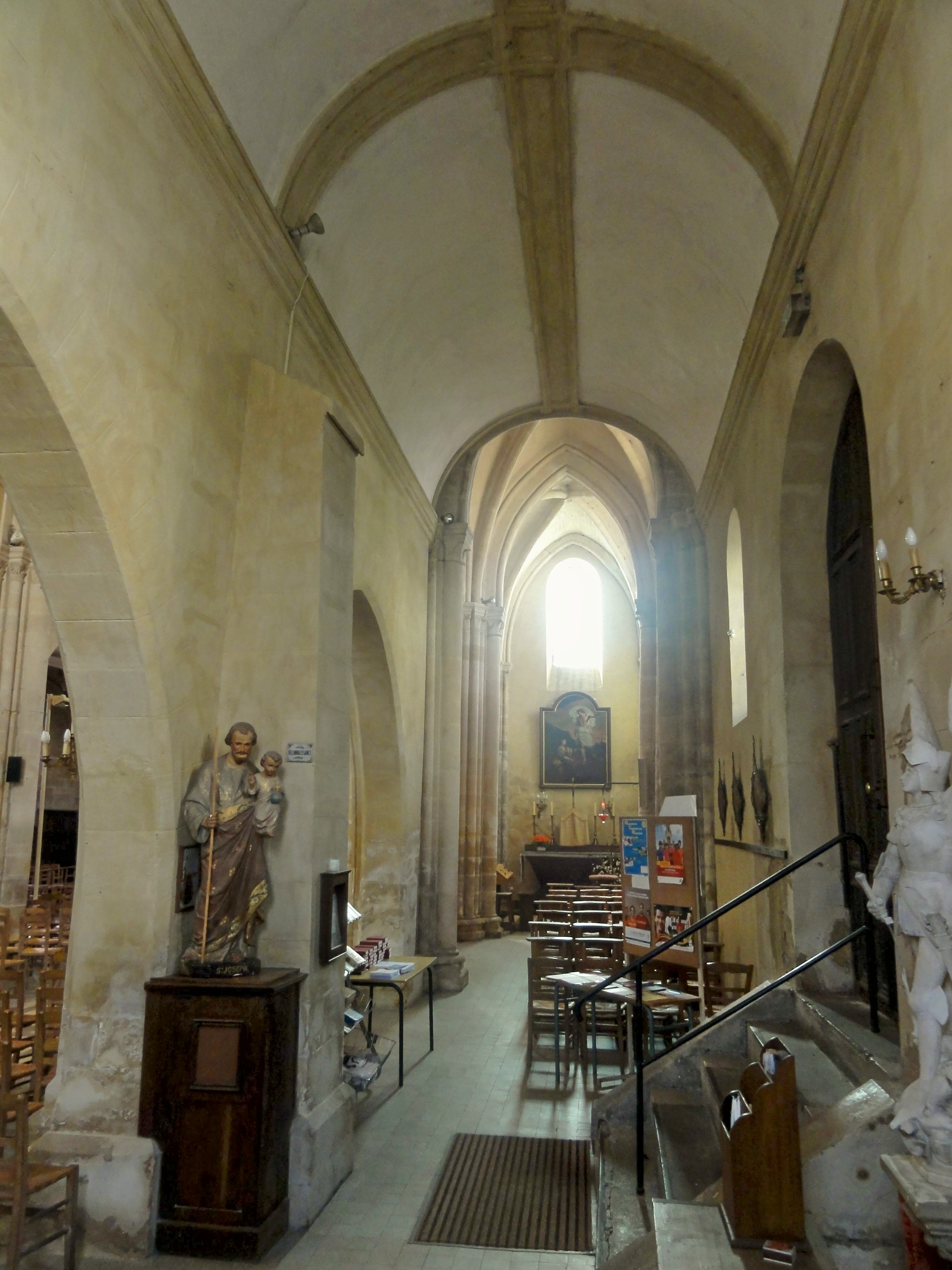
Bas-côté sud, vue vers l'est dans le collatéral du chœur.
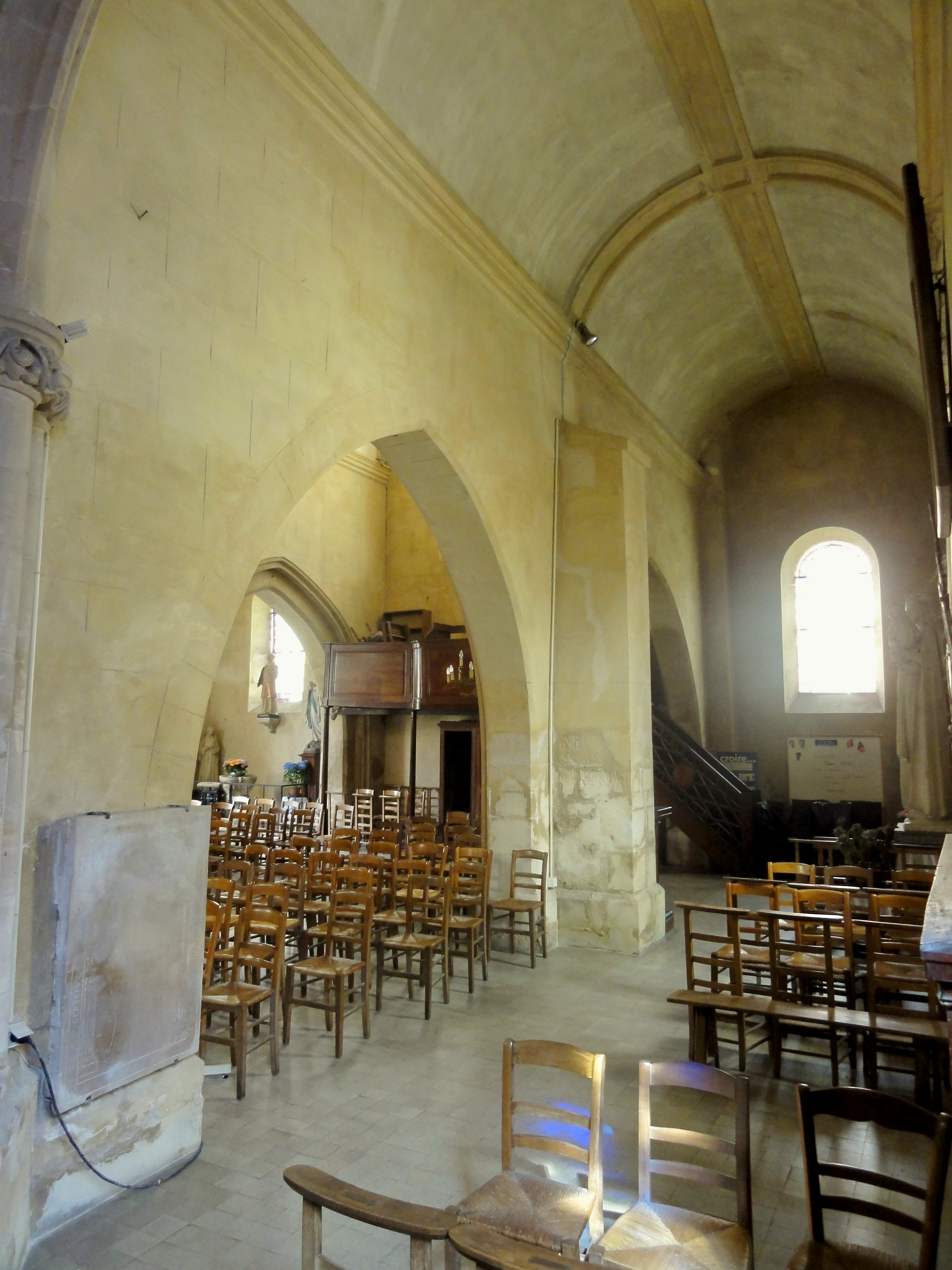
Bas-côté nord, vue vers l'ouest.
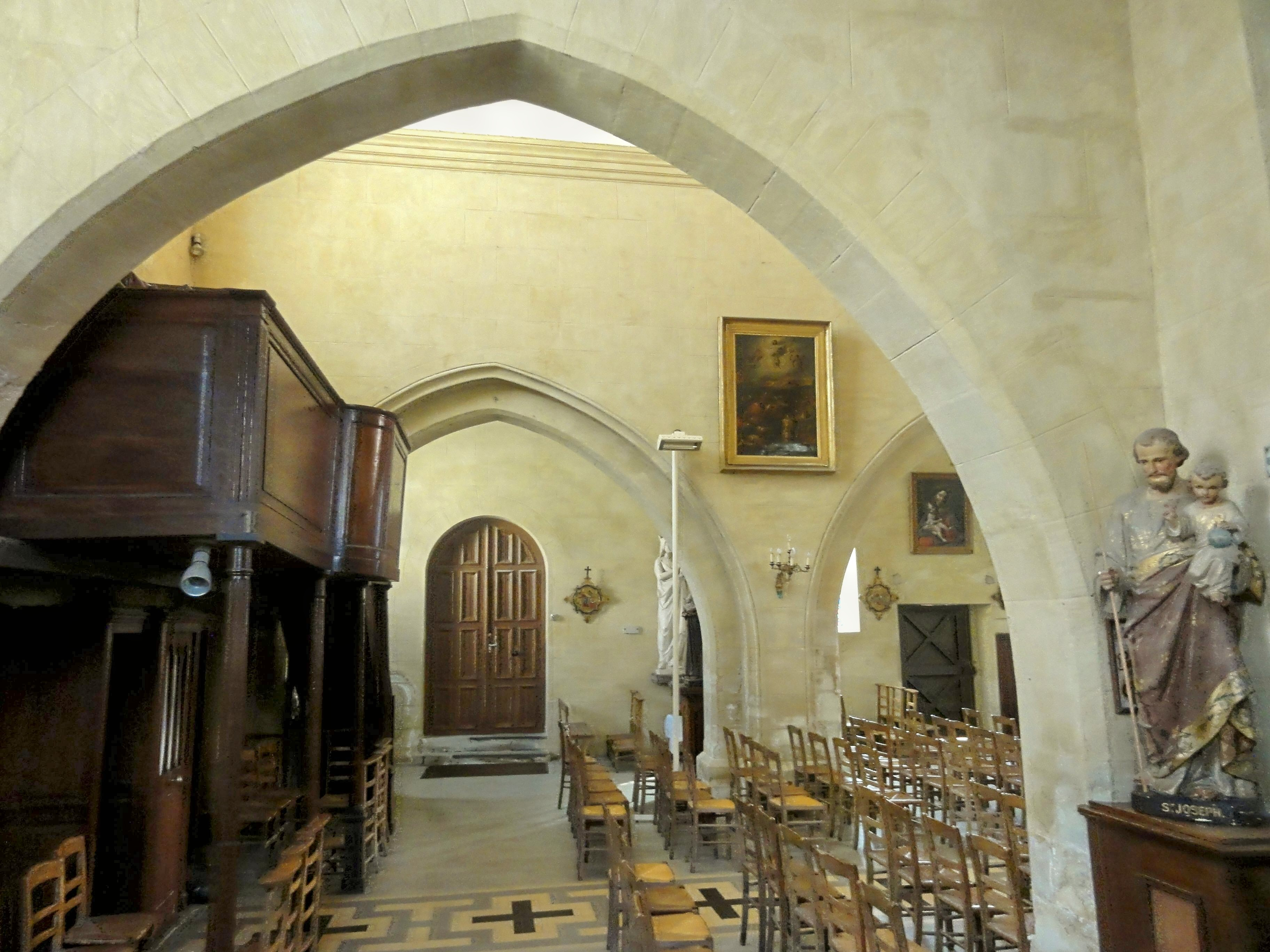
Vue transversale par la 1re grande arcade du sud.

#### Chœur et collatéral sud

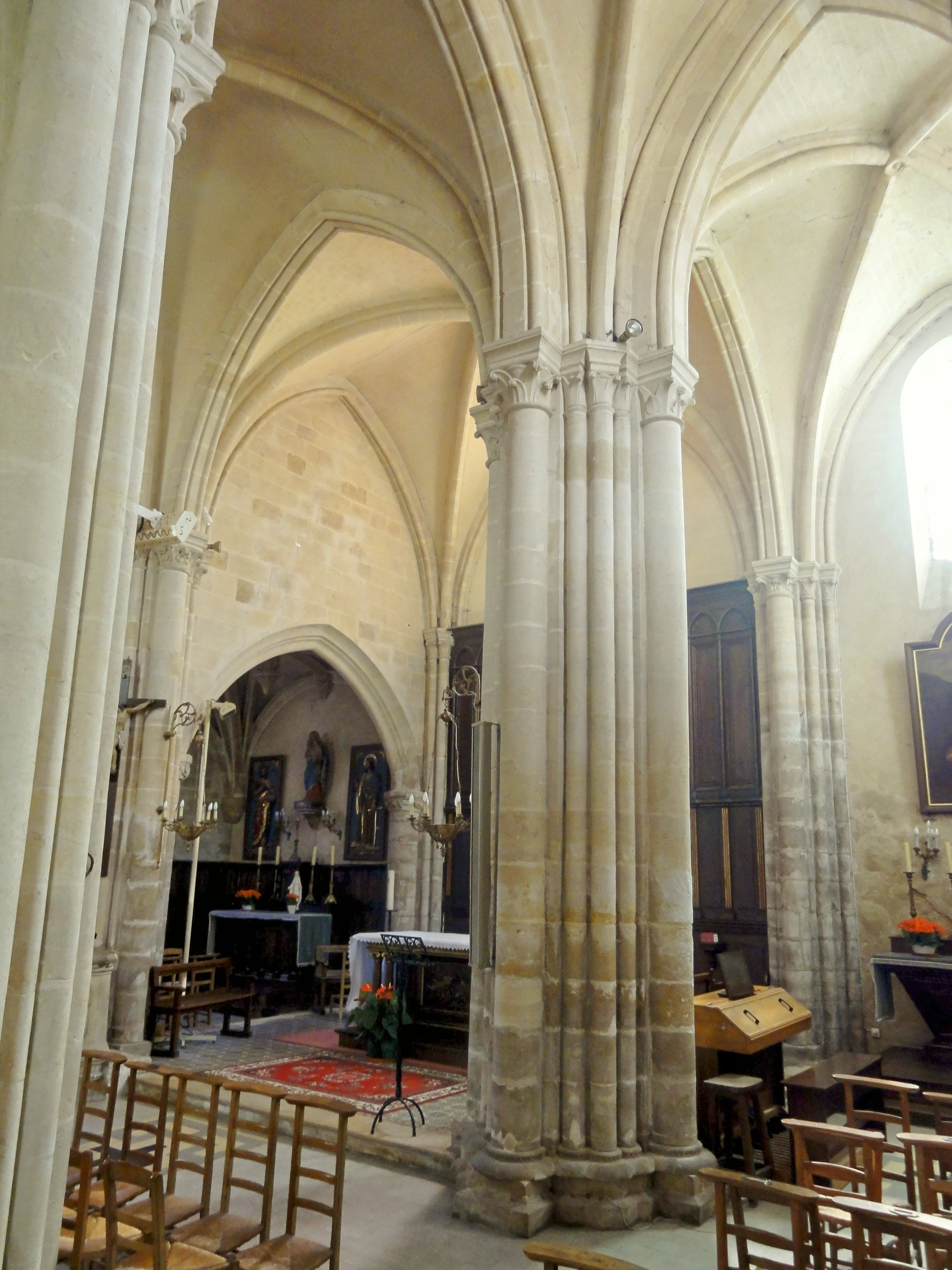
Collatéral sud, vue diagonale vers le nord-est.

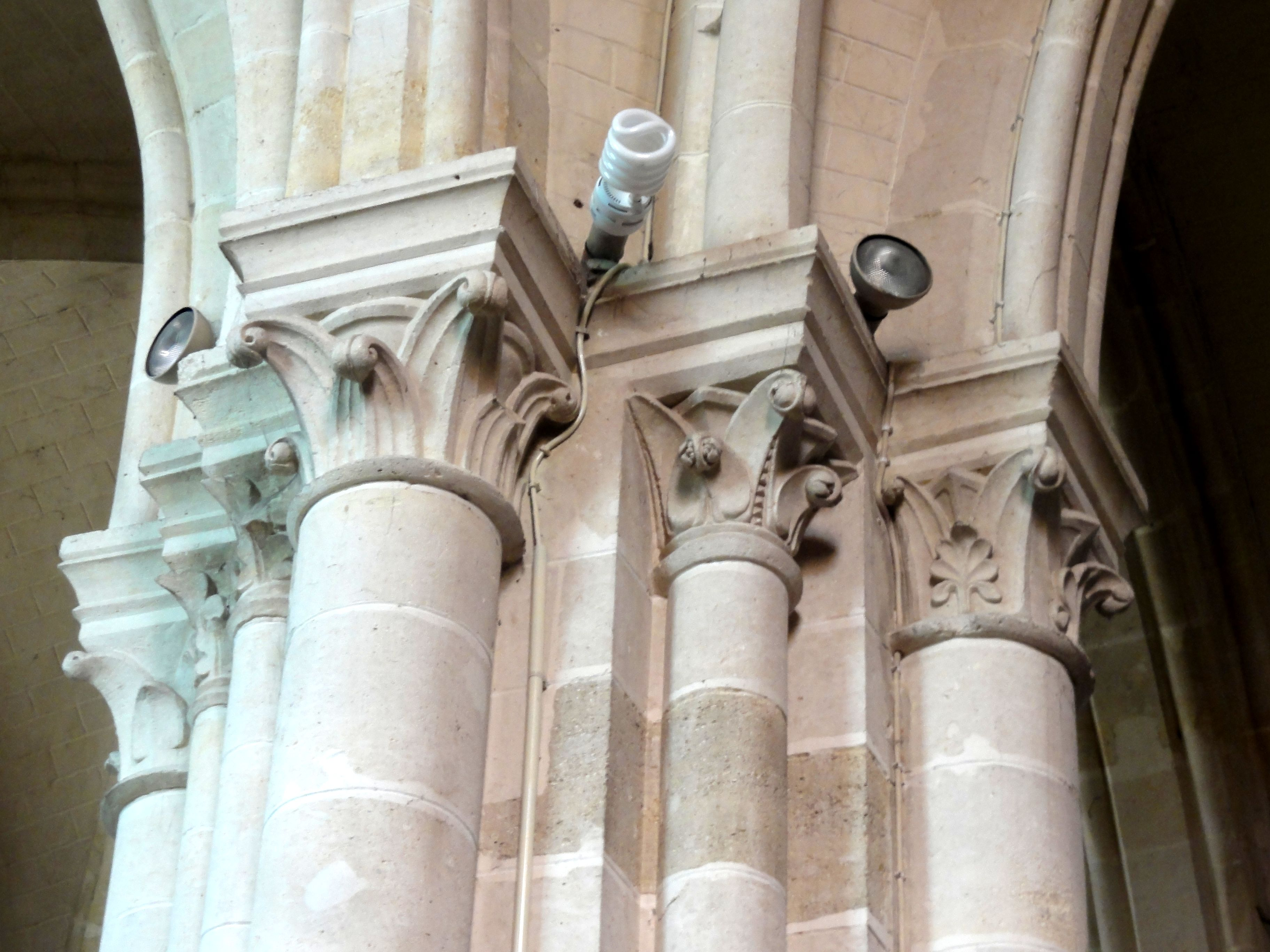
1re travée du chœur, chapiteaux dans l'angle nord-ouest.

Le chœur est éclairé par quatre lancettes simples fortement ébrasées et sans remplage, qui n'existait pas encore à la période de construction. Les fenêtres ont été légèrement agrandies et la forme en tiers-point initiale a été modifiée. Il forme une entité homogène avec le collatéral sud, qui est voûté à la même hauteur que le vaisseau central, et les arcades bouchées vers l'ancien collatéral nord indiquent qu'il en était de même du collatéral nord. Cette configuration évoque les chœurs-halle de la moyenne vallée de l'Oise, dont celui de Nogent-sur-Oise est l'exemple le plus connu. Dans le Vexin, l'église Saint-Pierre de Genainville possède également un chœur-halle. Mais à Valmondois, l'architecte n'a pas cherché à obtenir l'effet d'un grand espace unique en réduisant le diamètre des piles des grandes arcades, qui sont cantonnés de multiples colonnes et colonnettes. En outre, les quatre travées du chœur et du collatéral sont toutes de dimensions différentes. Les premières travées de chacun des vaisseaux sont plus courtes, et le collatéral est plus étroit que le vaisseau central. Ainsi, la première travée du collatéral est carrée, et la seconde travée du vaisseau central l'est approximativement. Il paraît que l'ancien collatéral nord avait une largeur encore différente de son homologue du sud. Ce qui paraît ici comme aléatoire correspond à un parti en vogue dans l'Anjou et dans le Poitou aux XIIe et XIIIe siècles, mais la modénature, la sculpture des chapiteaux et la forme des piliers sont propres à l'architecture d'Île-de-France. L'on ne peut plus se prononcer sur les socles et les bases, qui ont tous été refaits à la fin du XIXe siècle sans laisser en place un témoin de l'état antérieur. Du fait de cette façon discutable de procéder, ces éléments ne sont plus utiles pour établir une datation. Selon Louis Régnier, « la forme trapue de la corbeille, les feuilles à lobe réguliers qui la tapissent, les crochets de feuillage aux angles, ne semblent pas antérieurs à l'an 1200 environ. Quant aux tailloirs, l'important cavet dégagé qui en supporte la même tablette ne constitue pas, en lui-même, un élément de datation suffisamment précis ».
La sculpture des chapiteaux connaît une grande variété dans le détail. Parfois, un rang de perles apparaît sous la nervure des feuilles, une feuille de nénuphar ou une feuille de chêne en bas de la corbeille se superpose au motif principal, ou des fruits d'arum se dégagent au centre de chaque face et au milieu des crochets. Le profil des nervures des voûtes est assez étroit. Les ogives sont monotoriques en profil d'amande, et les doubleaux sont formés d'un bandeau chanfreiné entre deux baguettes. Les clés de voûte ne sont décorées que dans le vaisseau central, où elles sont garnies de petites rosaces. Ce n'est pas l'unique signe d'économie. En effet, le maître d'œuvre avait prévu de doter toutes les arcades de doubleaux secondaires, et d'appliquer le principe de l'équivalence des éléments à supporter et du nombre des supports. Ainsi, des faisceaux de trois colonnettes sont logés dans les quatre extrémités de la première travée du collatéral sud. Le chapiteau de la colonnette médiane est placé de biais pour s'orienter dans le sens de l'ogive. Mais dans aucune des autres travées, le principe n'a été entièrement maintenu, et l'on a renoncé aux doubleaux secondaires. Sauf s'il y en avait besoin pour recevoir les formerets, l'architecte n'a plus prévu que deux colonnettes dans les angles, dont aucun chapiteau n'est biais, et dans l'angle sud-ouest de la seconde travée du vaisseau central, une seule colonnette a même suffi. Un indice qui montre que le changement de parti est intervenu en cours de chantier est le faisceau dans l'angle sud-ouest de la première travée du vaisseau central, où la colonnette dédiée au doubleau secondaire oriental de l'arc triomphal est restée sans emploi. Le doubleau secondaire a pourtant été monté du côté de la nef. Ce n'a pas été le cas du côté du bas-côté sud de la nef, où les colonnettes ont pourtant été assemblées. Il est à noter que les formerets au nord du vaisseau central ne sont autres que les doubleaux secondaires des anciennes arcades vers le collatéral nord démoli.

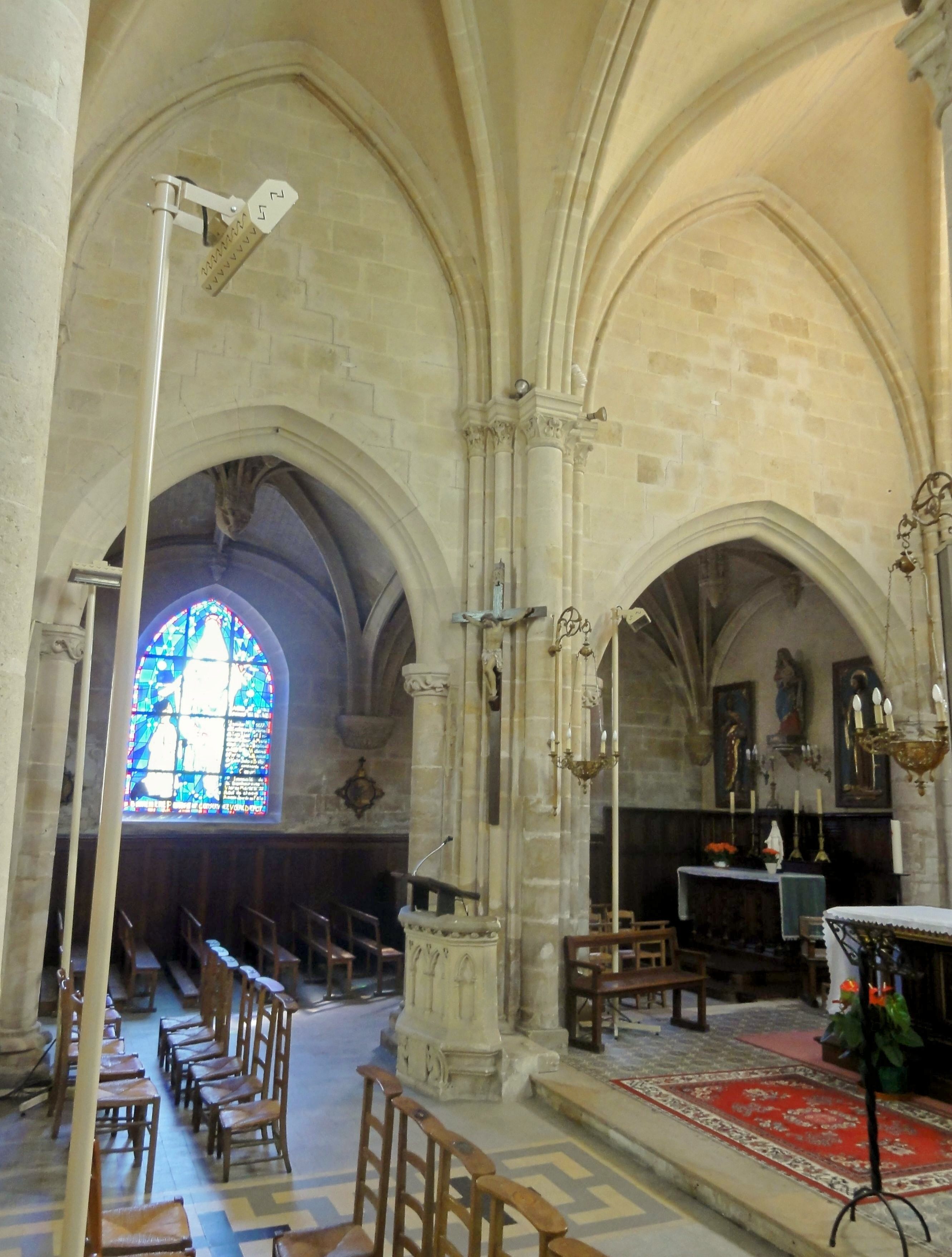
Chœur, grandes arcades du nord.
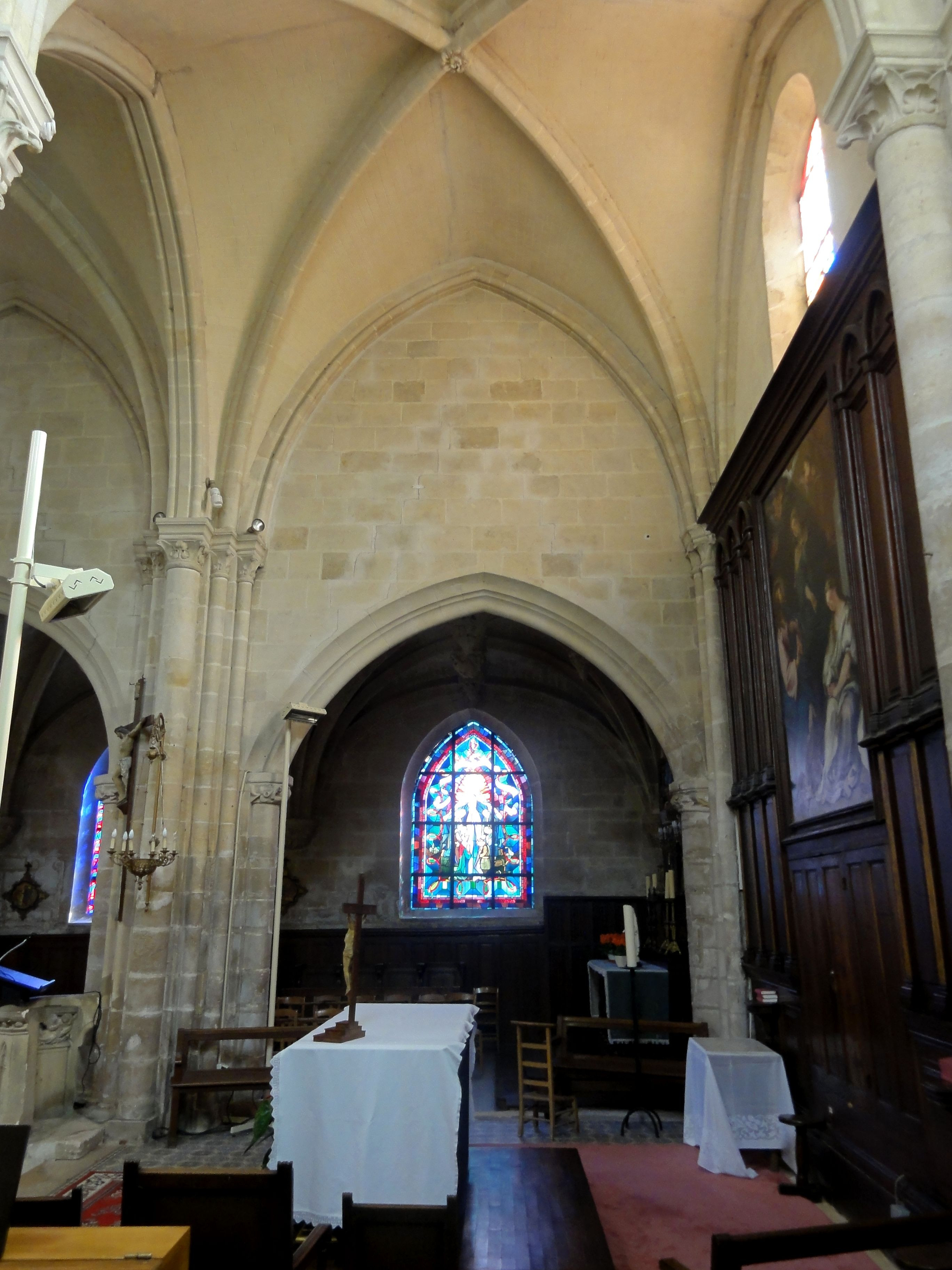
2e travée du chœur, côté nord.
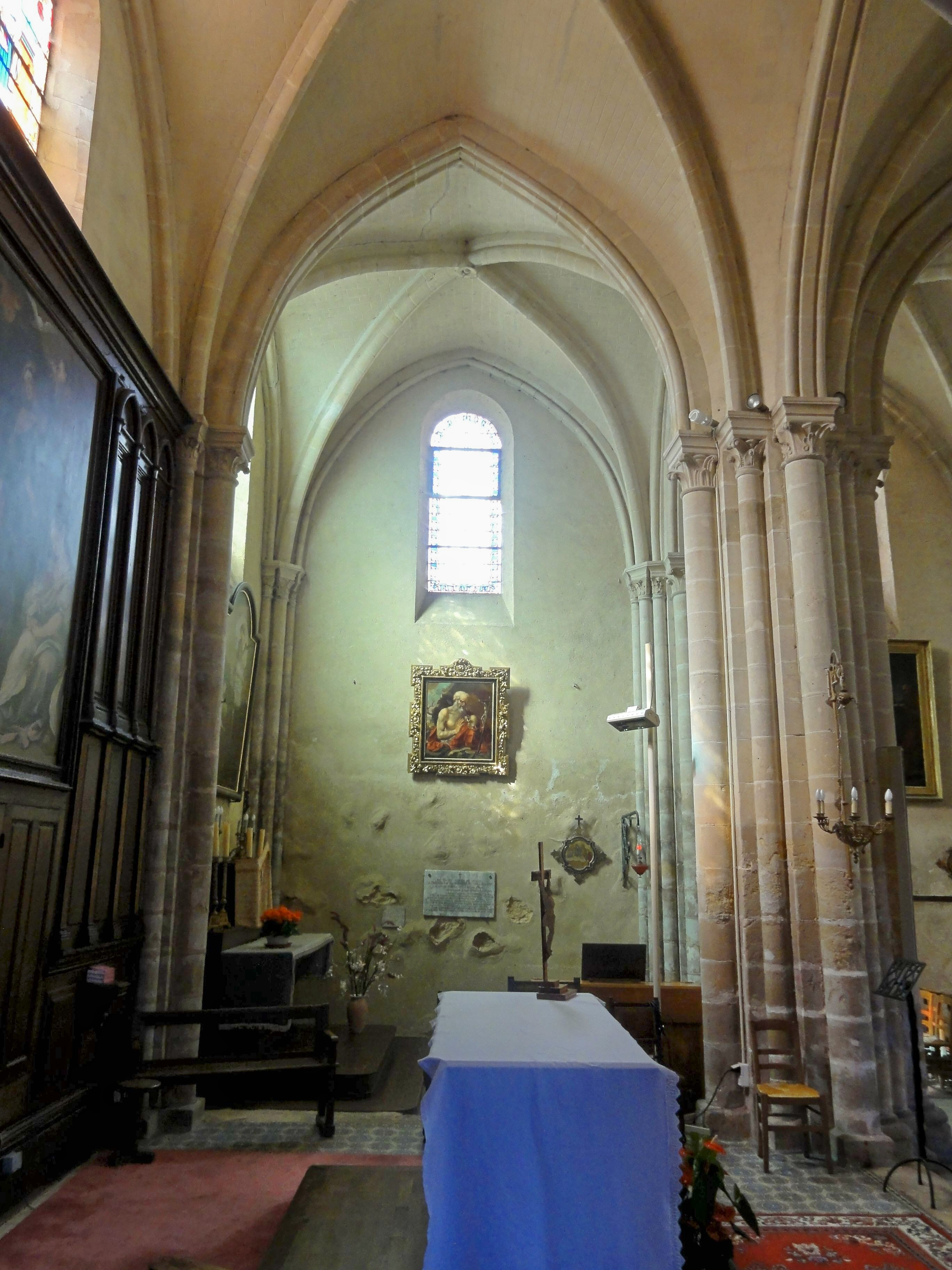
2e travée du chœur, côté sud.
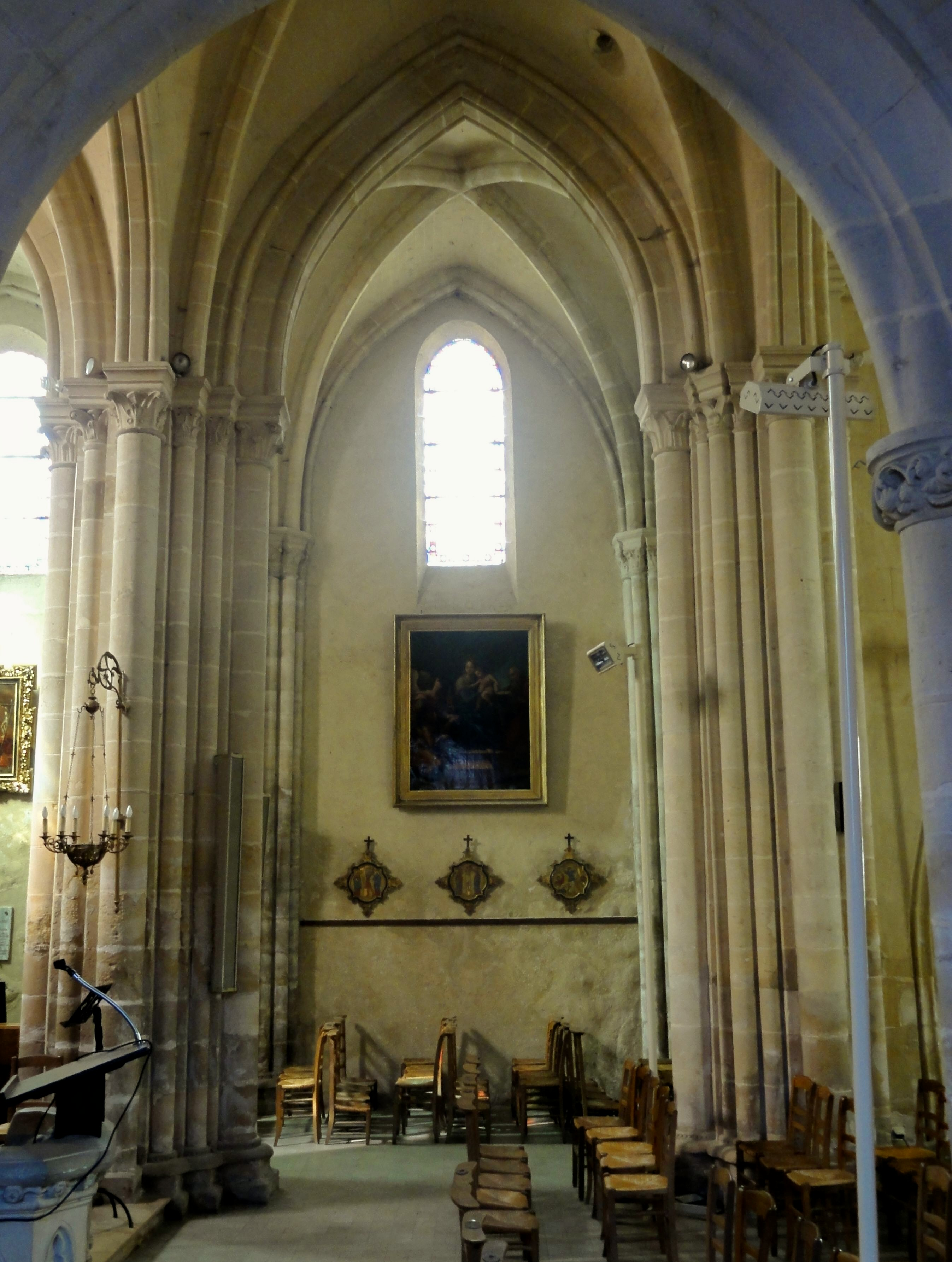
1re travée du chœur, côté sud.
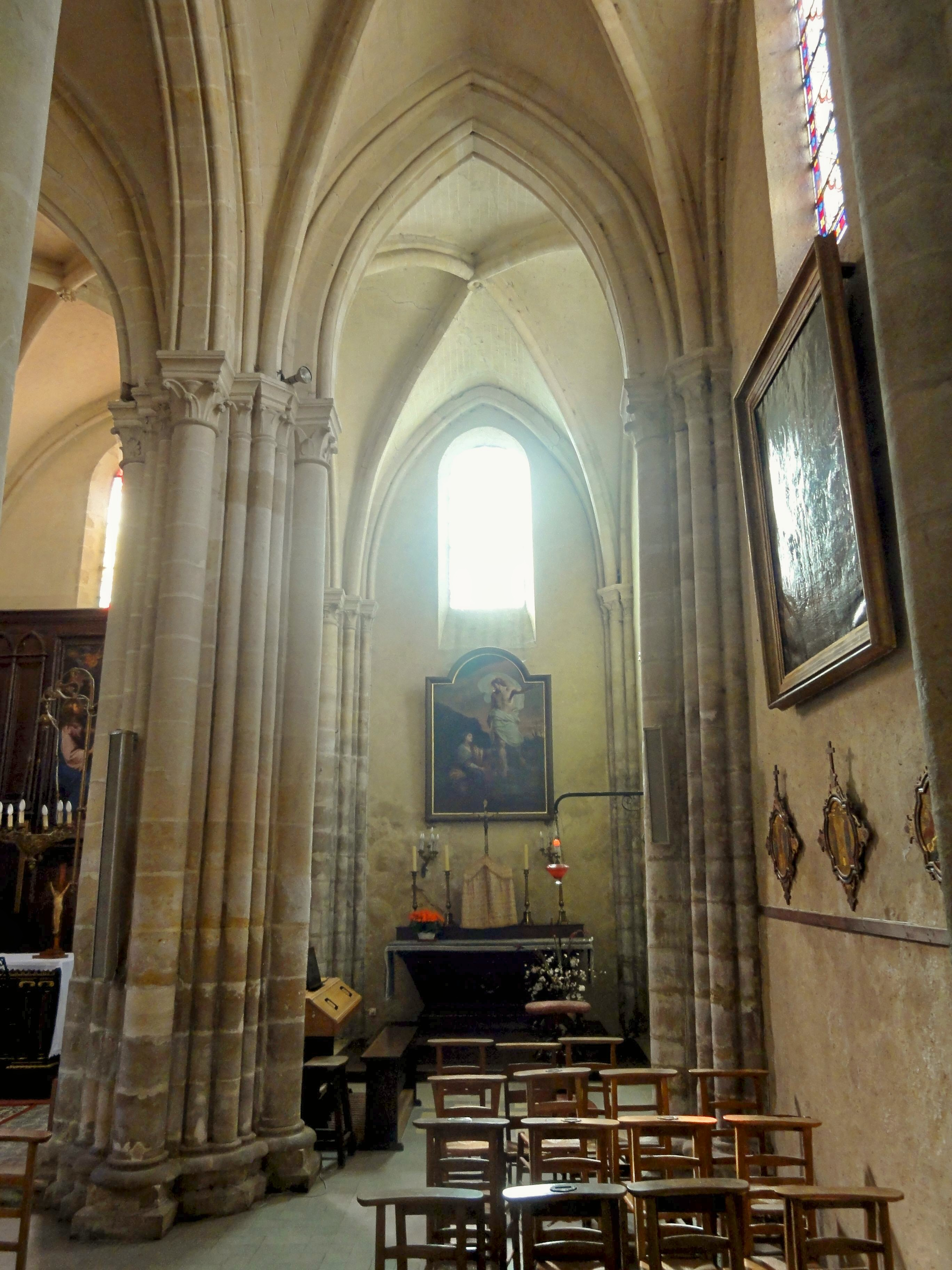
Collatéral sud, vue vers l'est.
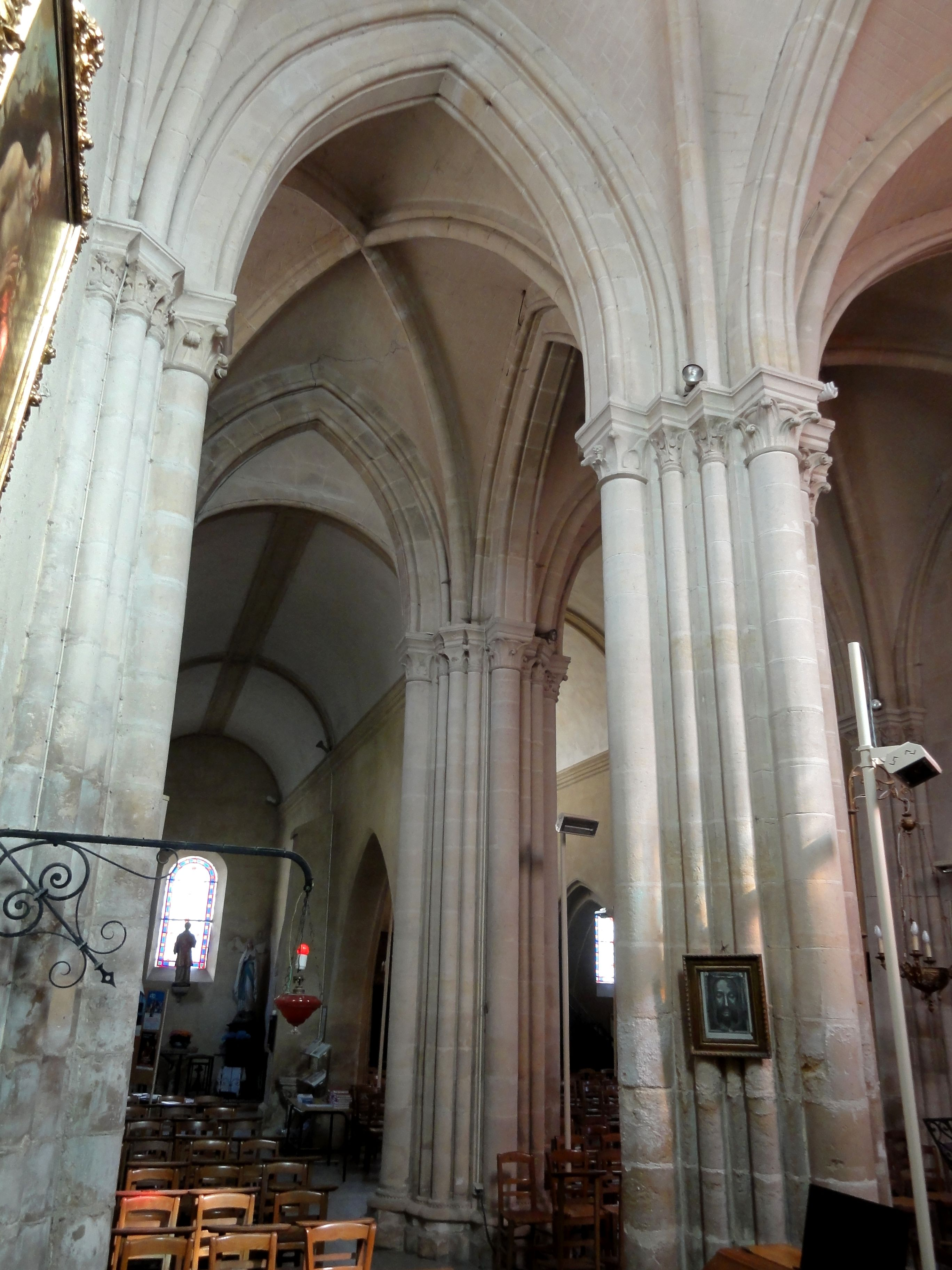
Collatéral sud, 2e travée, vue vers le nord-ouest.

#### Chapelle seigneuriale

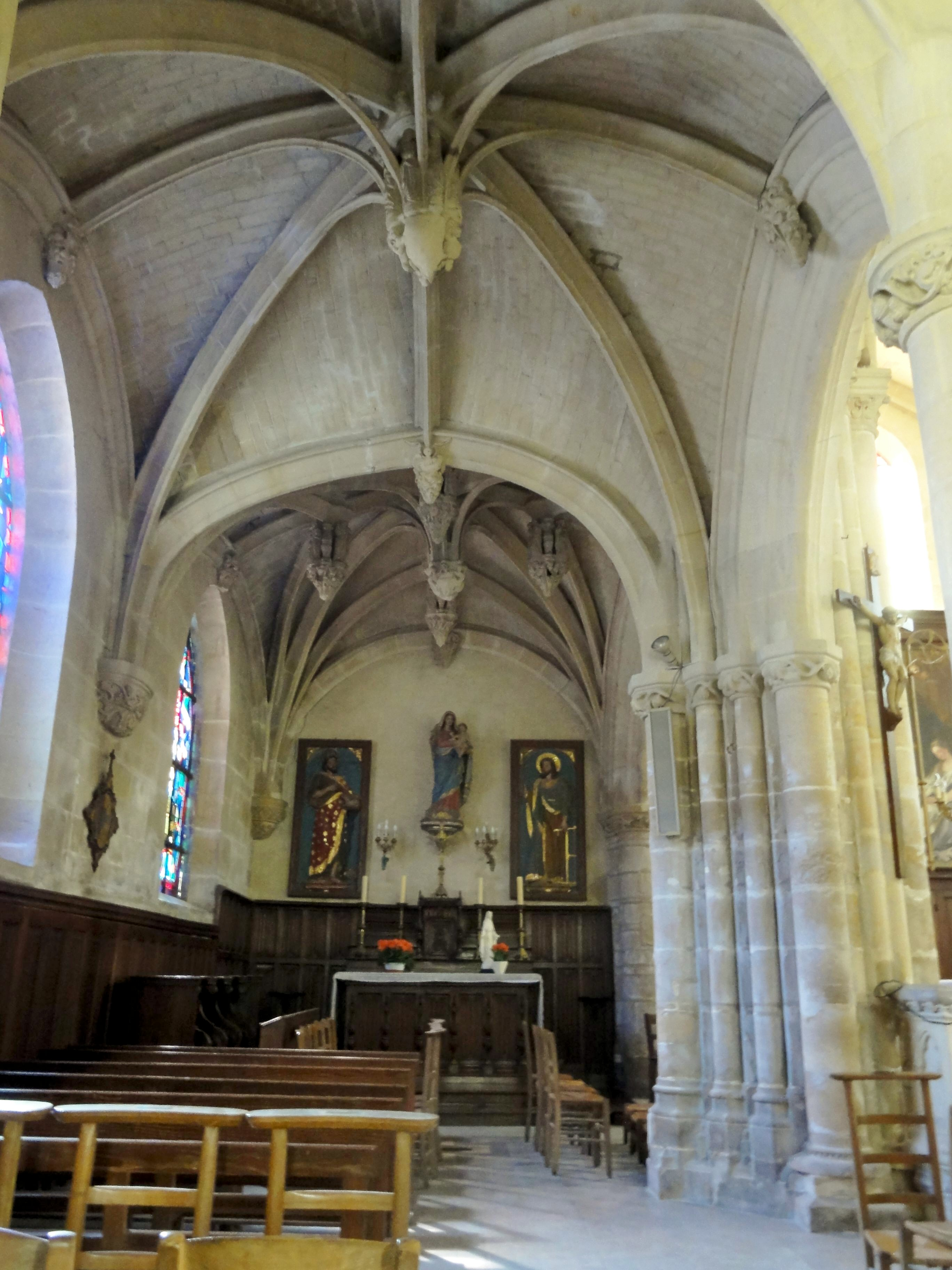
1re travée, vue vers l'est.
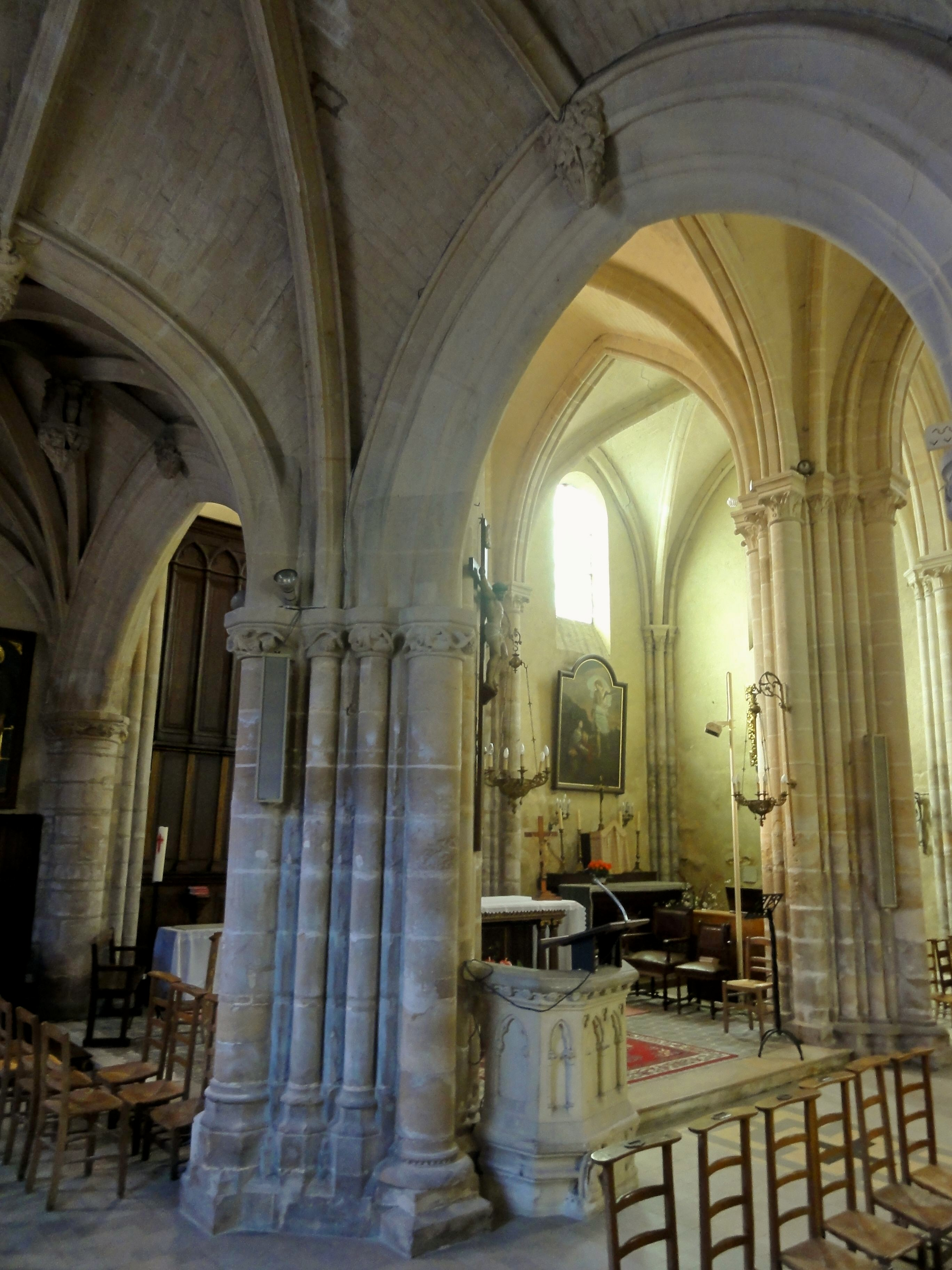
1re travée, vue diagonale vers le sud-est.
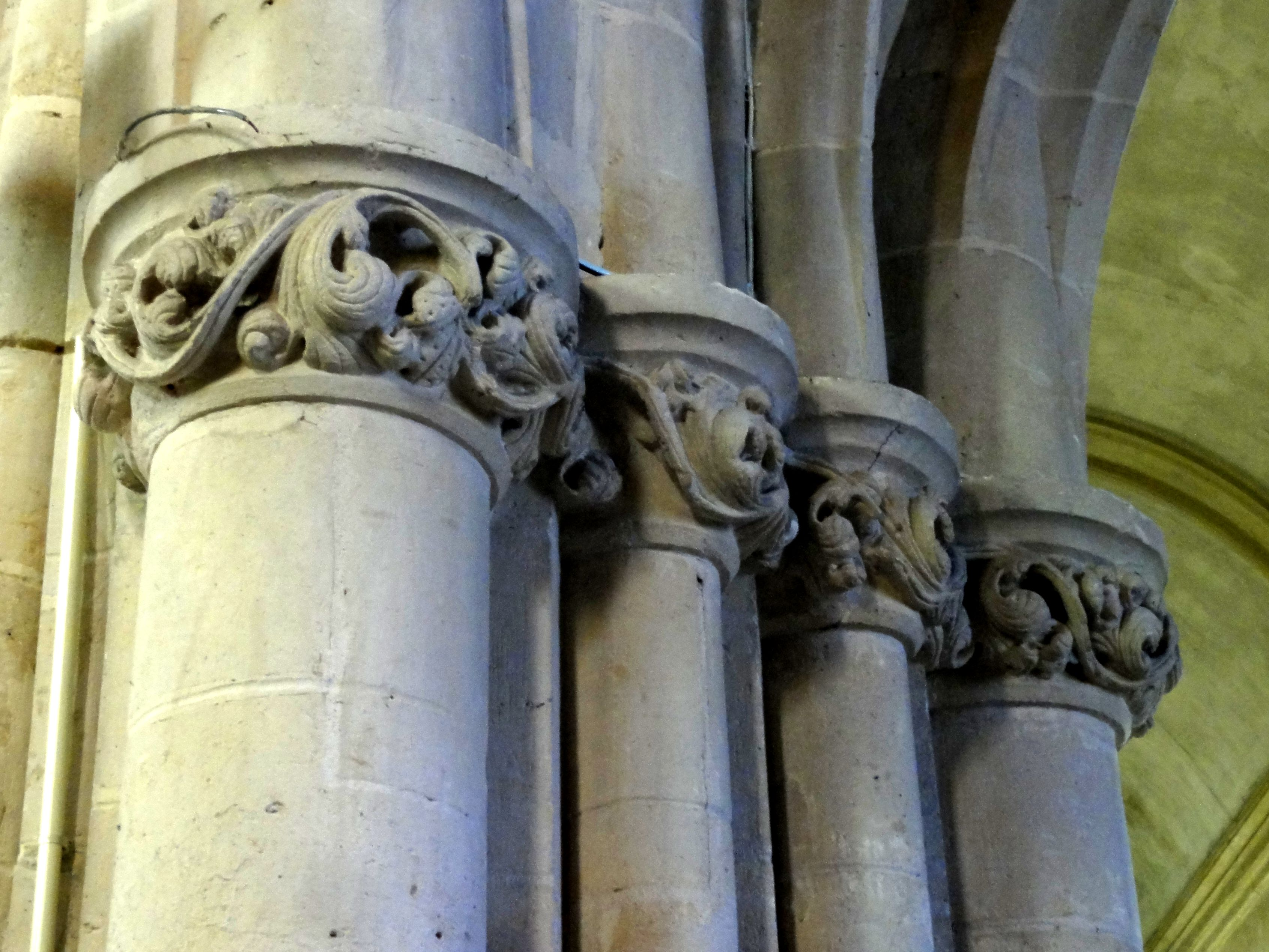
1re travée, chapiteaux dans l'angle sud-ouest.
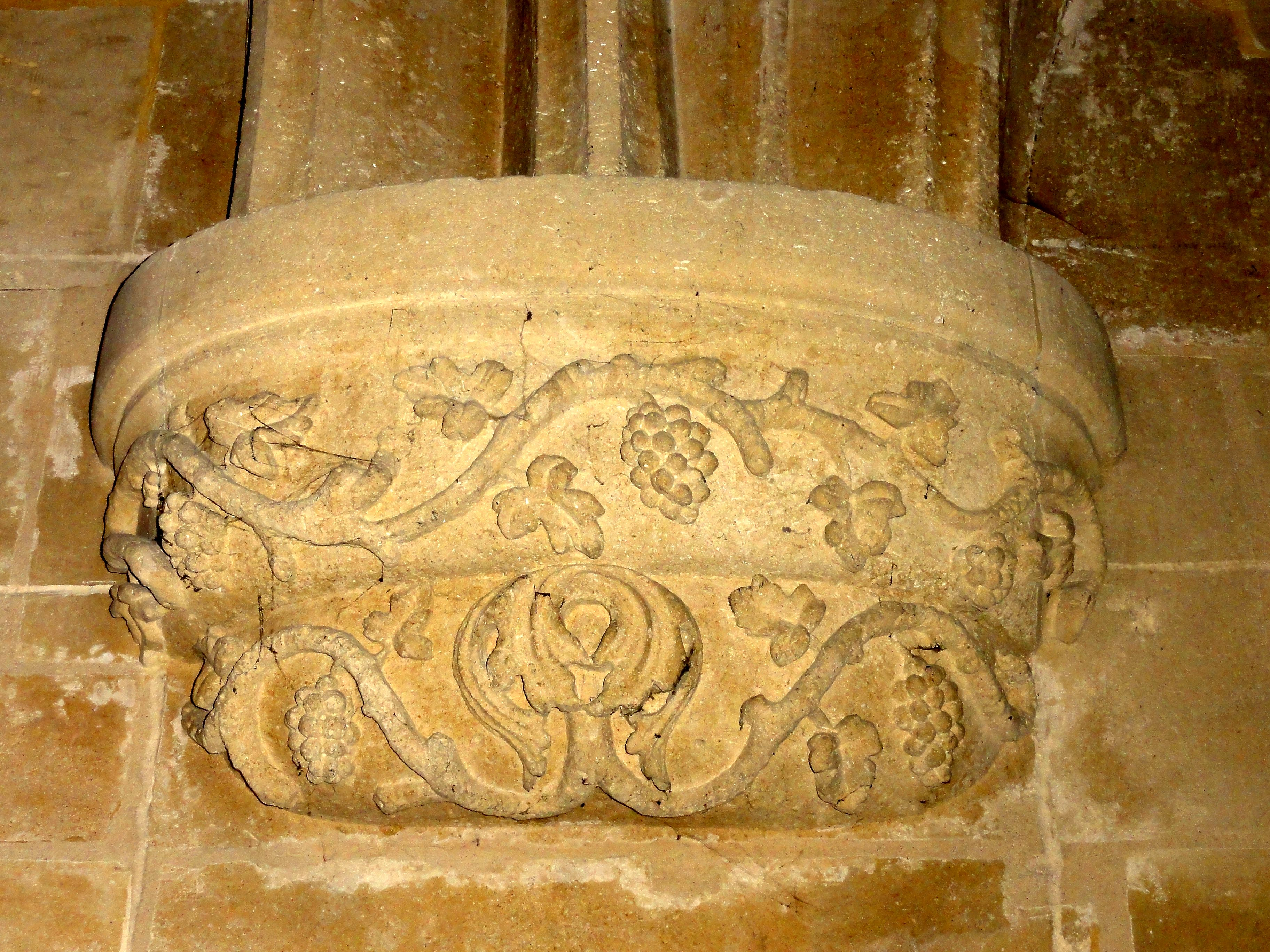
Cul-de-lampe du doubleau intermédiaire.
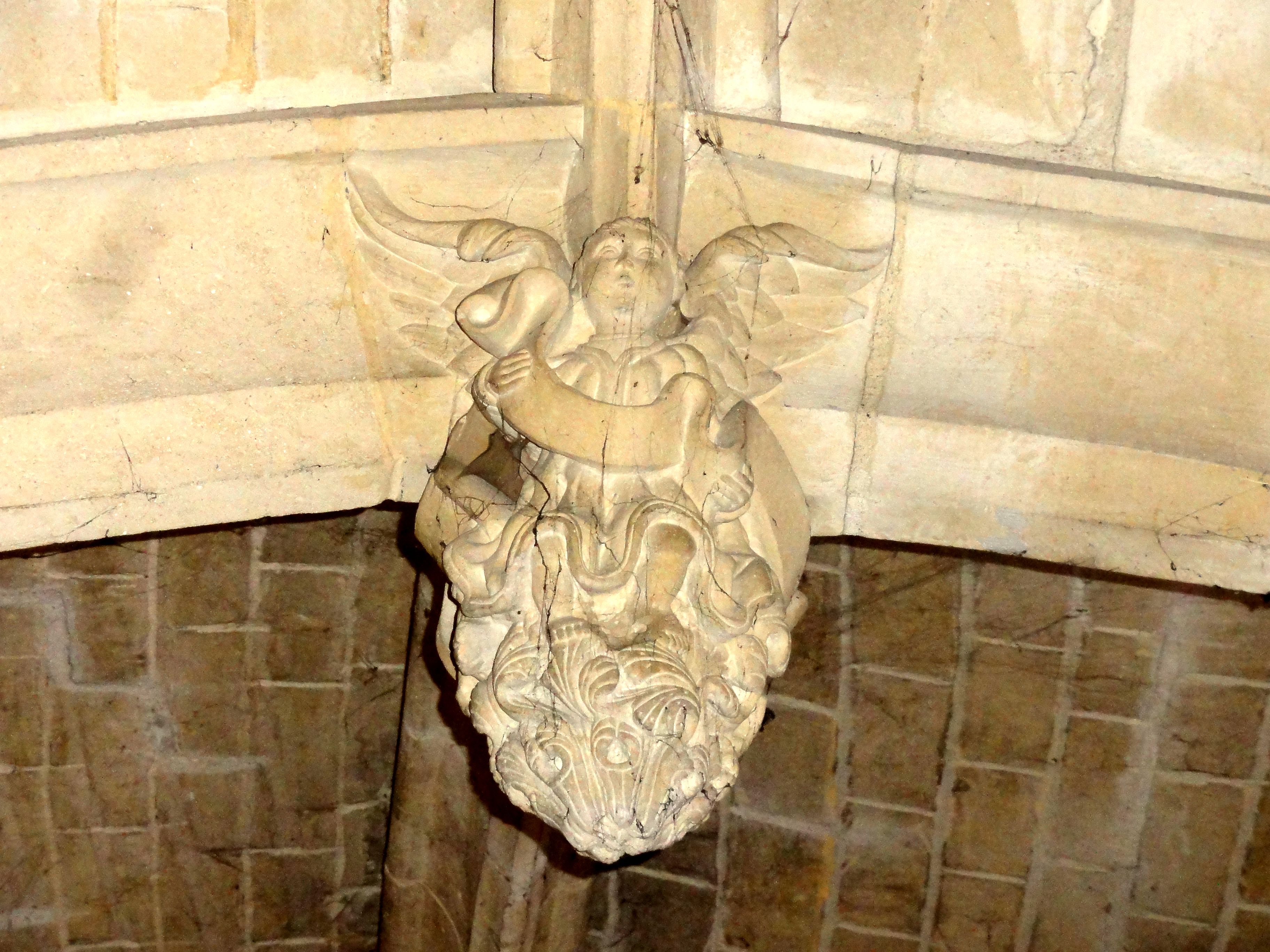
Chérubin sur le doubleau intermédiaire.
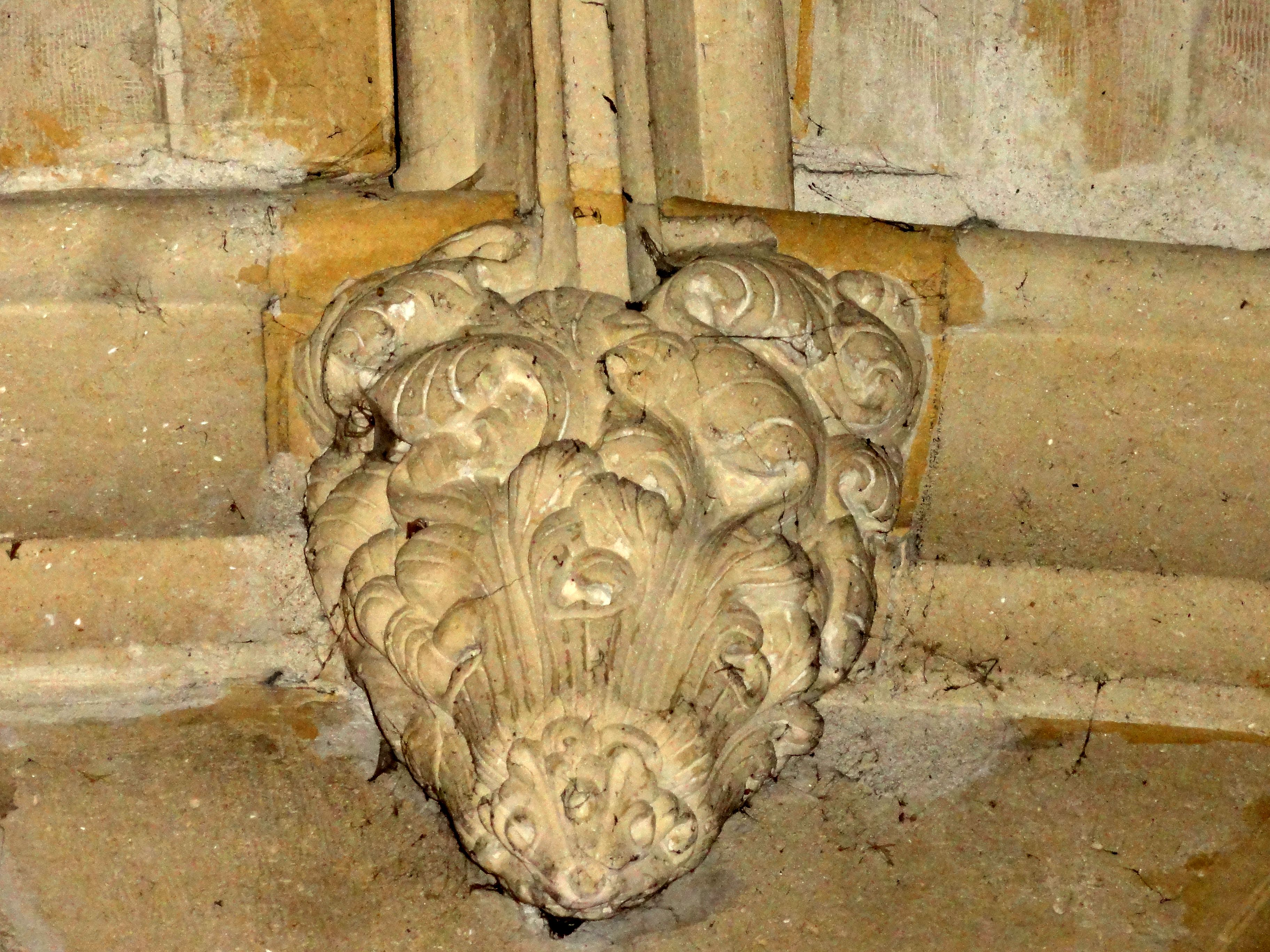
Cul-de-lampe à la jonction de lierne et doubleau.

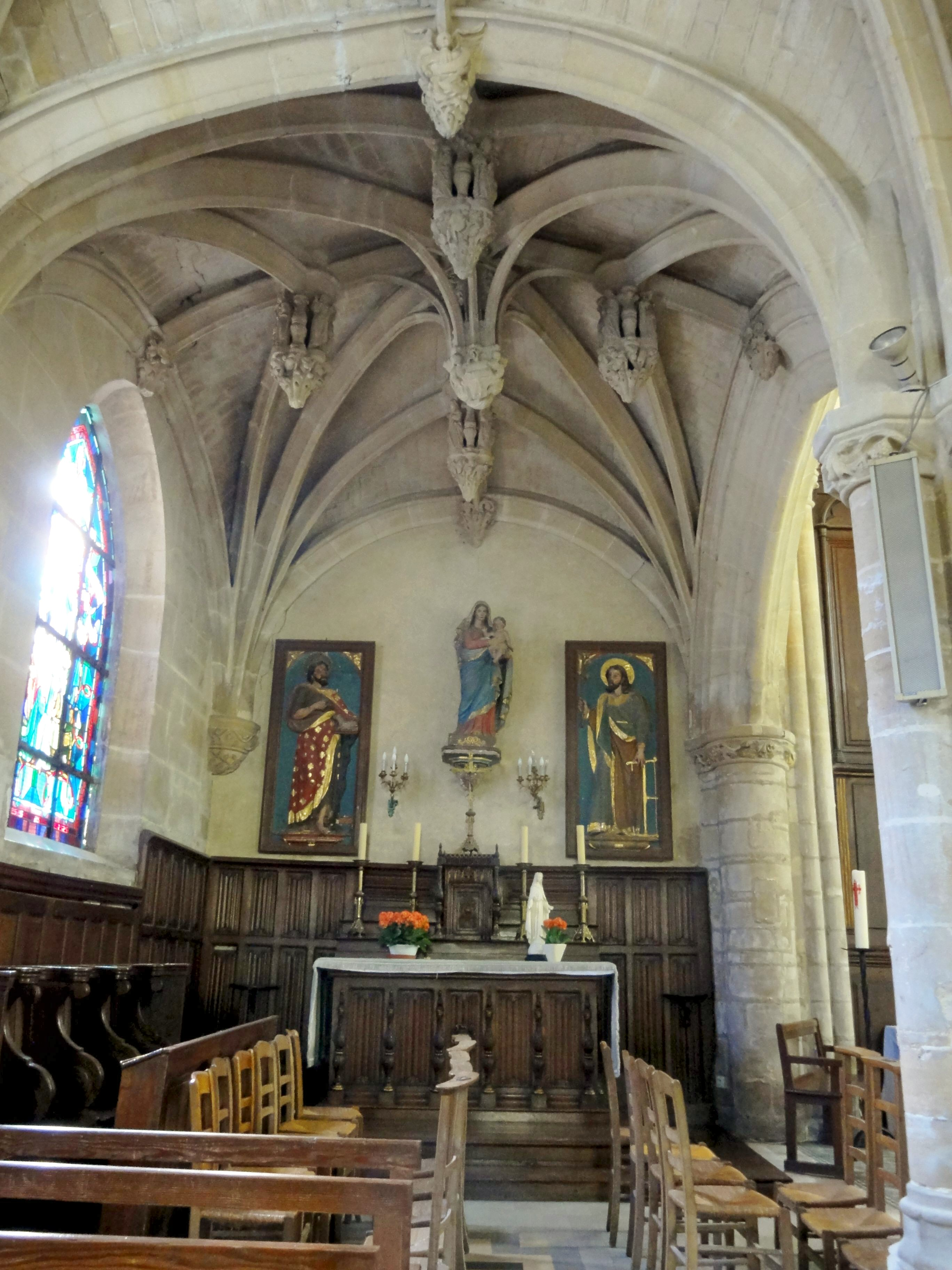
2e travée, vue vers l'est, voûte à liernes et tiercerons.

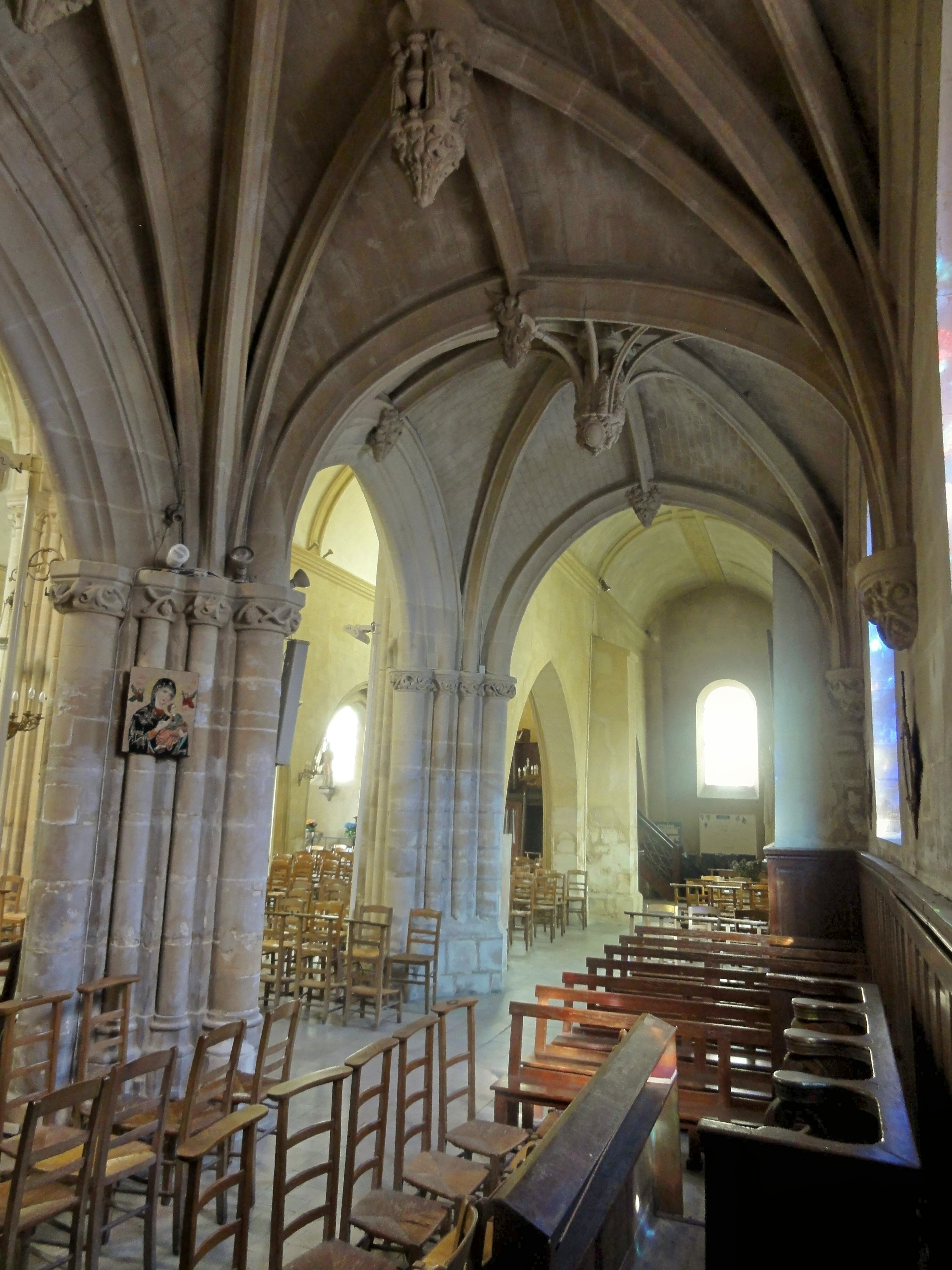
2e travée, vue vers l'ouest en direction du bas-côté.

Cette chapelle se compose de deux travées basses, communiquant avec le vaisseau central et du bas-côté nord de la nef. L'éclairage est assuré par deux larges baies en plein cintre sans remplage côté nord, la baie du chevet ayant été bouchée. Tout l'intérêt de la chapelle réside dans ses voûtes, et plus particulièrement en ses culs-de-lampe et ses clés de voûte pendantes. Malheureusement, la chapelle seigneuriale est la partie la plus sombre de l'église, et les détails de la sculpture se distinguent difficilement. Les vitraux récents ne laissant guère entrer de lumière, et le teint dominant qui est le bleu foncé, crée une ambiance qui fausse le beau teint blond de la pierre. Les deux arcades vers le vaisseau central sont issues d'un remaniement. Les colonnes ayant supporté les doubleaux vers l'ancien collatéral nord ont été coupées à environ 60 % de leur hauteur, et équipées de nouveaux chapiteaux caractéristiques de la période flamboyante. Leur courte corbeille est décorée de frises de feuilles d'acanthe ou de feuilles de vigne vigoureuses, sauf à la fin des grandes arcades au droit du chevet, où elles ont l'air chétive. Sur le chapiteau à la limite sud du doubleau séparant les deux travées, une tige de vigne avec une grappe de raisins et quelques feuilles de vigne est tendue par un chérubin. Dans les angles sud-ouest et sud-est de la première travée, ainsi que dans l'angle sud-ouest de la deuxième travée, des groupes de deux colonnettes dont les chapiteaux sont décorés pareillement trouvent leur place. Ces colonnettes ne sont autres que les supports du XIIIe siècle qui ont été coupés, et dont les bases ont été refaites dans le goût du XVIe siècle. Dans les autres angles, l'on s'est contenté des culs-de-lampe, qui sont décorés de deux rangs de tiges de vignes, portant de petites grappes de raisin non encore mûres et des feuilles. En effet, la différence stylistiques entre les arcades brisées surbaissées et les ornements des voûtes indique une interruption du chantier pendant quelques années. Il n'est même pas certain que le voûtement de la nouvelle chapelle était prévu dès le départ. Quand les voûtes sont lancées vers 1525 au plus tard, le seigneur Charles de Villiers de L'Isle-Adam fait appel à des artistes influencés par l'art italien de la Renaissance.
La première voûte est subdivisée en huit segments par les quatre ogives et quatre liernes à vocation décorative. Sur la voûte de la seconde travée, des tiercerons s'ajoutent au dessin, qui demeure toutefois des plus classiques pour la période flamboyante. Les deux voûtes sont bombées, c'est-à-dire les clés de voûte centrales sont situées plus haut que les sommets des doubleaux, alors que depuis le milieu du XIIe siècle, l'on préfère des voûtes aux lignes de faîte verticales. En plus, les arcs d'encadrement sont en plein cintre ou à peine brisés. L'ensemble manque de légèreté, et les culs-de-lampe aux points de jonction des liernes et des arcs d'encadrement paraissent superflus et ne créent qu'un effet de lourdeur. Les motifs sont toujours des variations autour d'un même sujet, les feuilles d'acanthe. Seul le cul-de-lampe à double face sur le doubleau intermédiaire entre les deux travées fait exception : il présente des deux côtés un chérubin tenant un phylactère laissé vide, ou effacé. Ce qui fait la célébrité des chapelles sont les clés de voûte pendantes, uniques dans leur genre dans le département et souvent citées en exemple, même si les figures qu'elles représentent sont souvent un peu sèches d'exécution. La première travée compte une seule clé monumentale et la deuxième en compte une grande et quatre petites. Près de la clé principale, les nervures se détachent des voûtains et viennent s'appuyer en bas du pendentif, ce qui pour Louis Régnier « est un ingénieux et puéril trompe-l'œil et non le tour de force auquel l'on voudrait croire ». Pour toutes ces raisons, il estime que la richesse de l'ornementation de la chapelle crée plus de surprise que d'admiration.
Dans la première travée, la clé s'apparente à un édicule où les nervures aériennes délimitent des niches à statues. Les apôtres et les saints sont plus facilement reconnaissables à leurs attributs que par leurs noms, gravés en dessous en caractères romains difficilement lisibles. Il s'agit de Marie Salomé, Marie Jacobé, Marie-Madeleine, Marthe de Béthanie, Marie, Joseph d'Arimathie et d'un groupe d'Annonciation, qui remplit deux niches. La partie inférieure en cul-de-lampe présente un cartouche et deux anges tenant un écusson au milieu d'un bouquet de feuillage. Ces bouquets sont communs à toutes les clés de voûte. Dans la seconde travée, la clé centrale n'est pas aussi grande en raison de l'existence de quatre clés secondaires. La partie inférieure ne comporte que les anges tenant le blason de Charles de Villiers, alors que la partie supérieure ne contient que des feuillages. Quant aux quatre clés secondaires, elles portent chacune les statuettes de quatre saints, séparées par des colonnettes-candélabres enveloppées de feuilles d'acanthe. Les saints représentés sont, dans le sens de l'horloge : en haut — sainte Barbe, saint Nicolas, sainte Catherine, Joseph ; à droite — saint Philippe, saint Jacques le Majeur, saint Simon, saint André ; en bas —   saint Thomas, saint Mathieu, saint Barthélémy, saint Jacques le Mineur ; à gauche — saint Pierre, saint Jean, saint Paul, Jésus-Christ,.

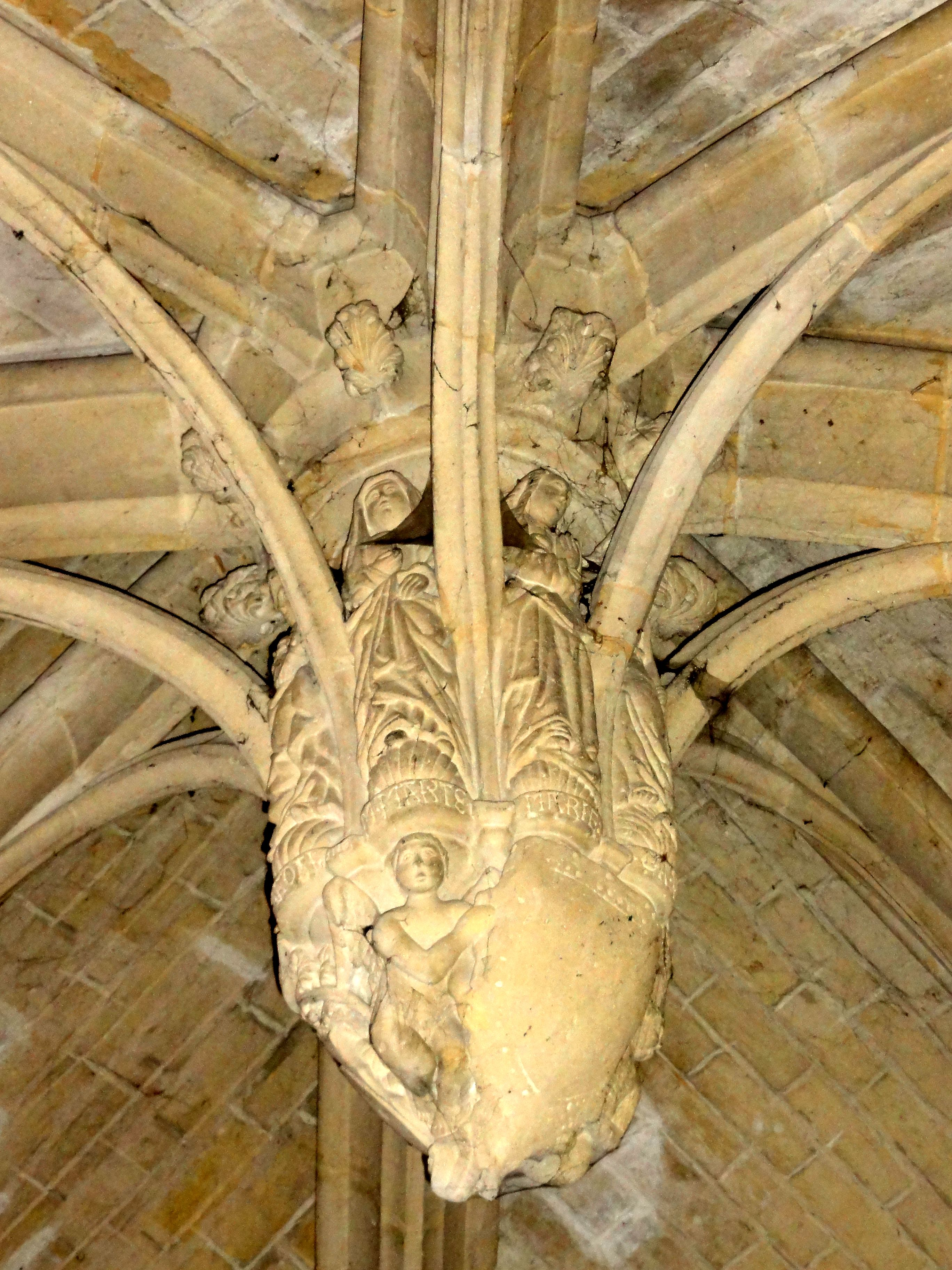
Clé de la 1re travée.
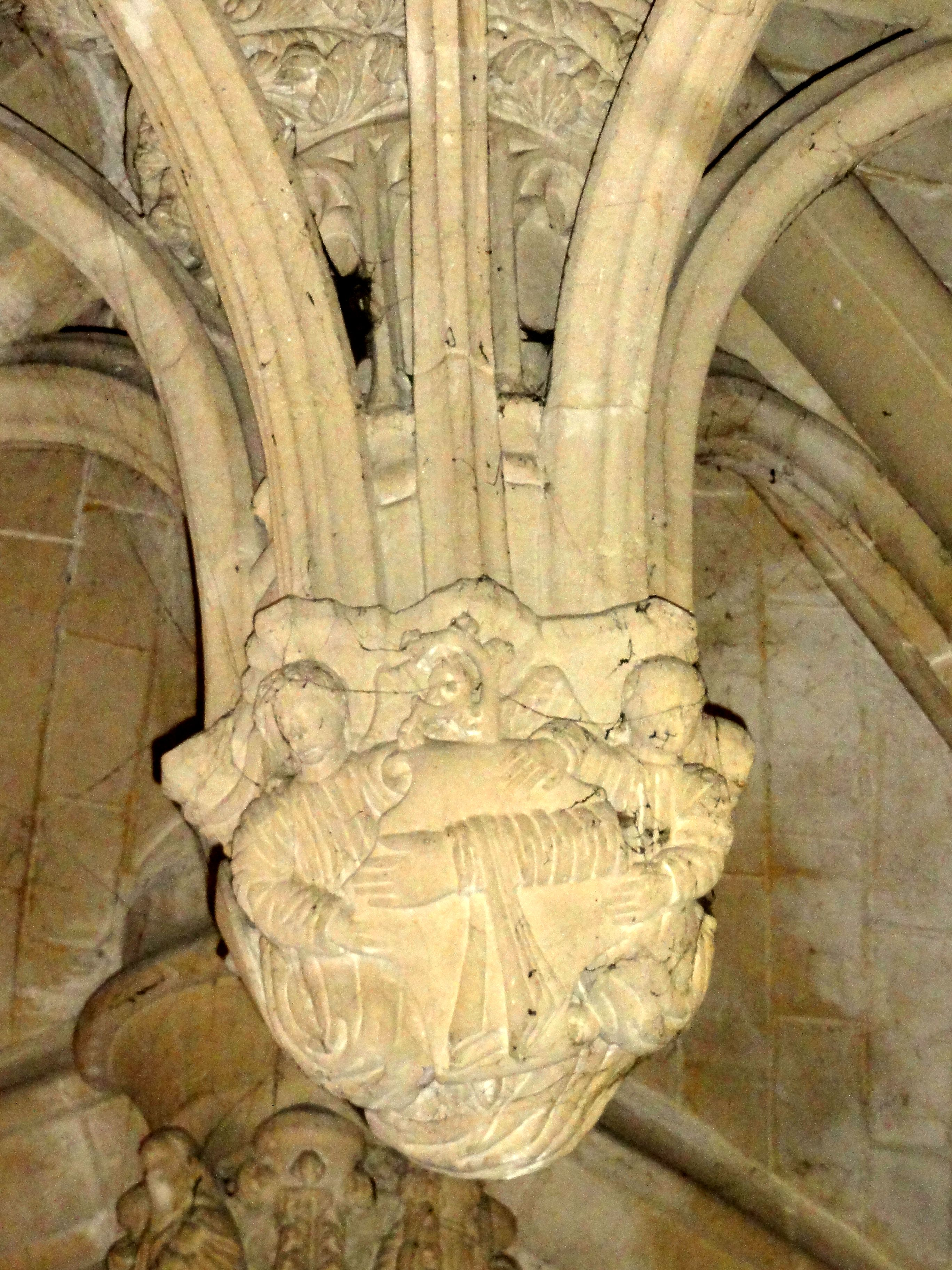
Clé centrale de la 2e travée, blason de Charles de Villiers.
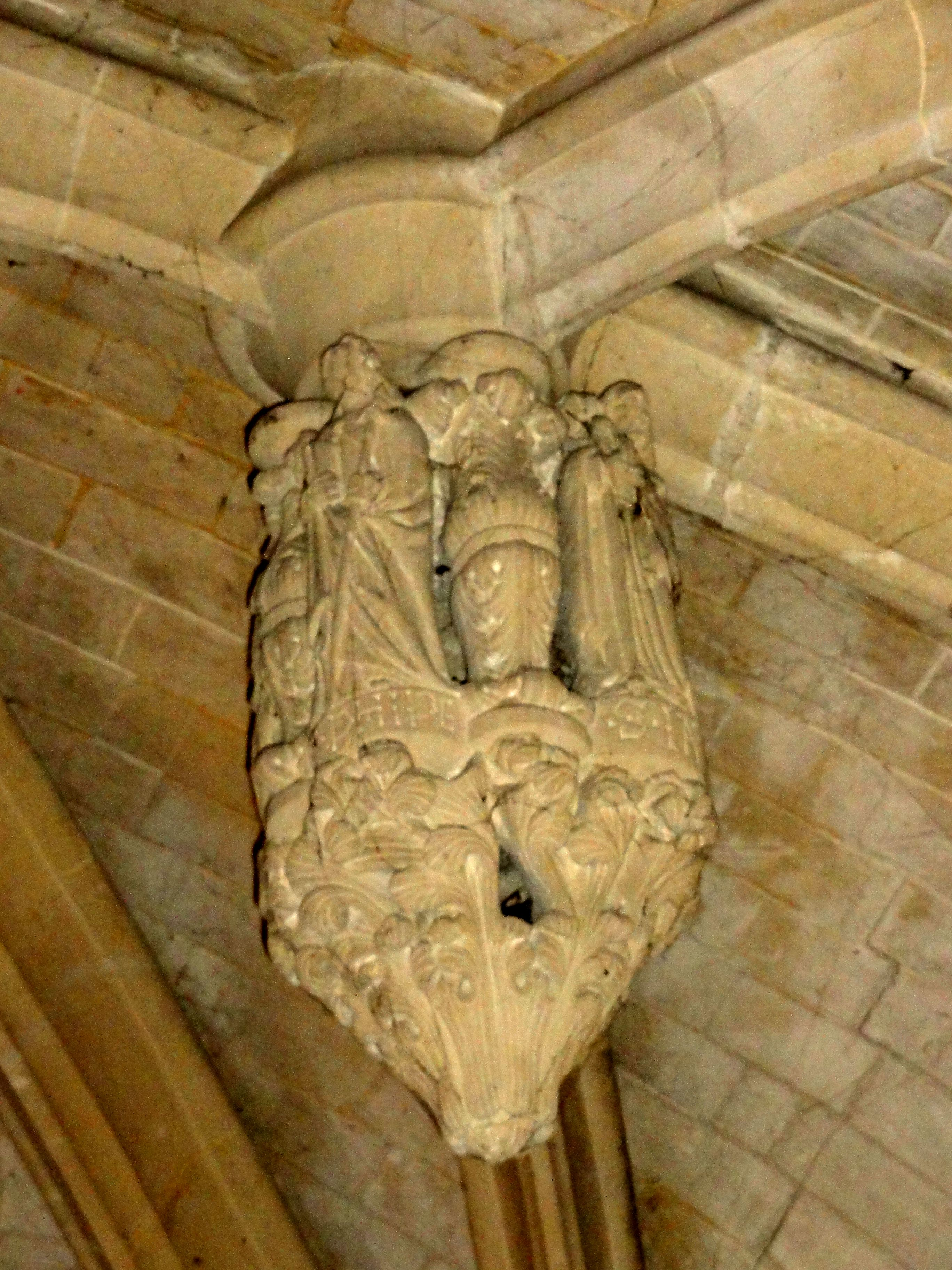
2e travée, clé en haut en regardant le chevet.
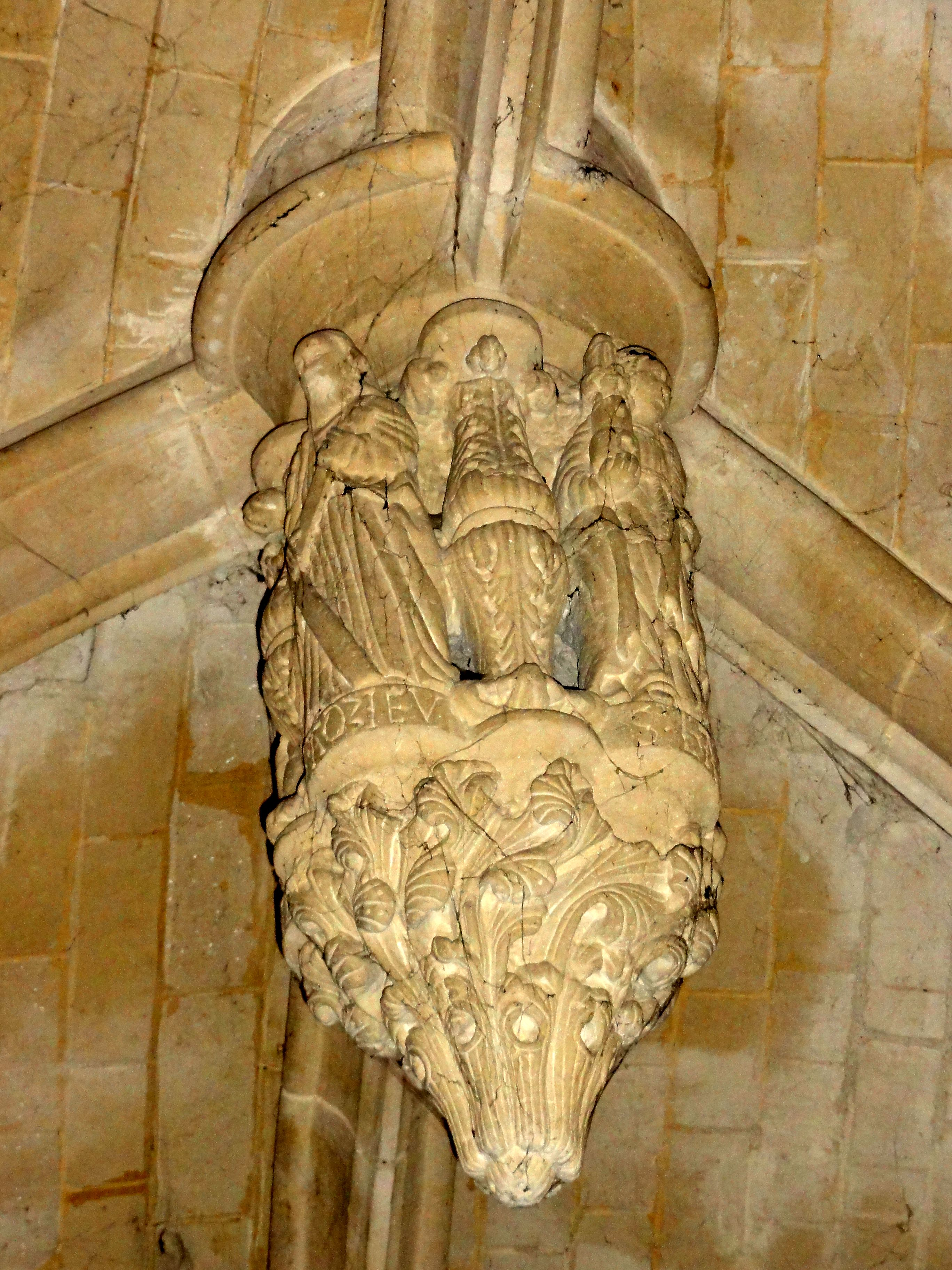
2e travée, clé à droite en regardant le chevet.
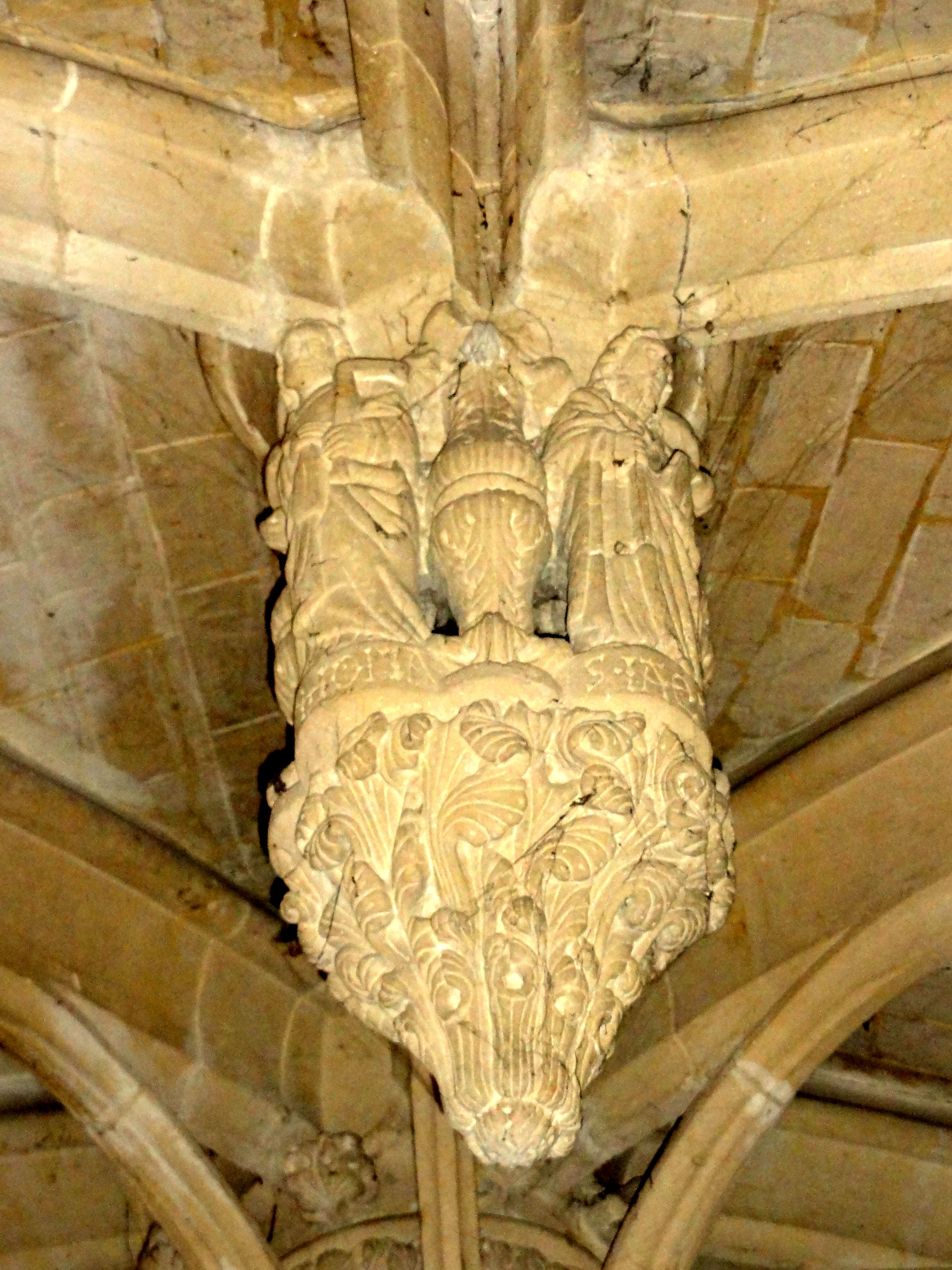
2e travée, clé en bas en regardant le chevet.
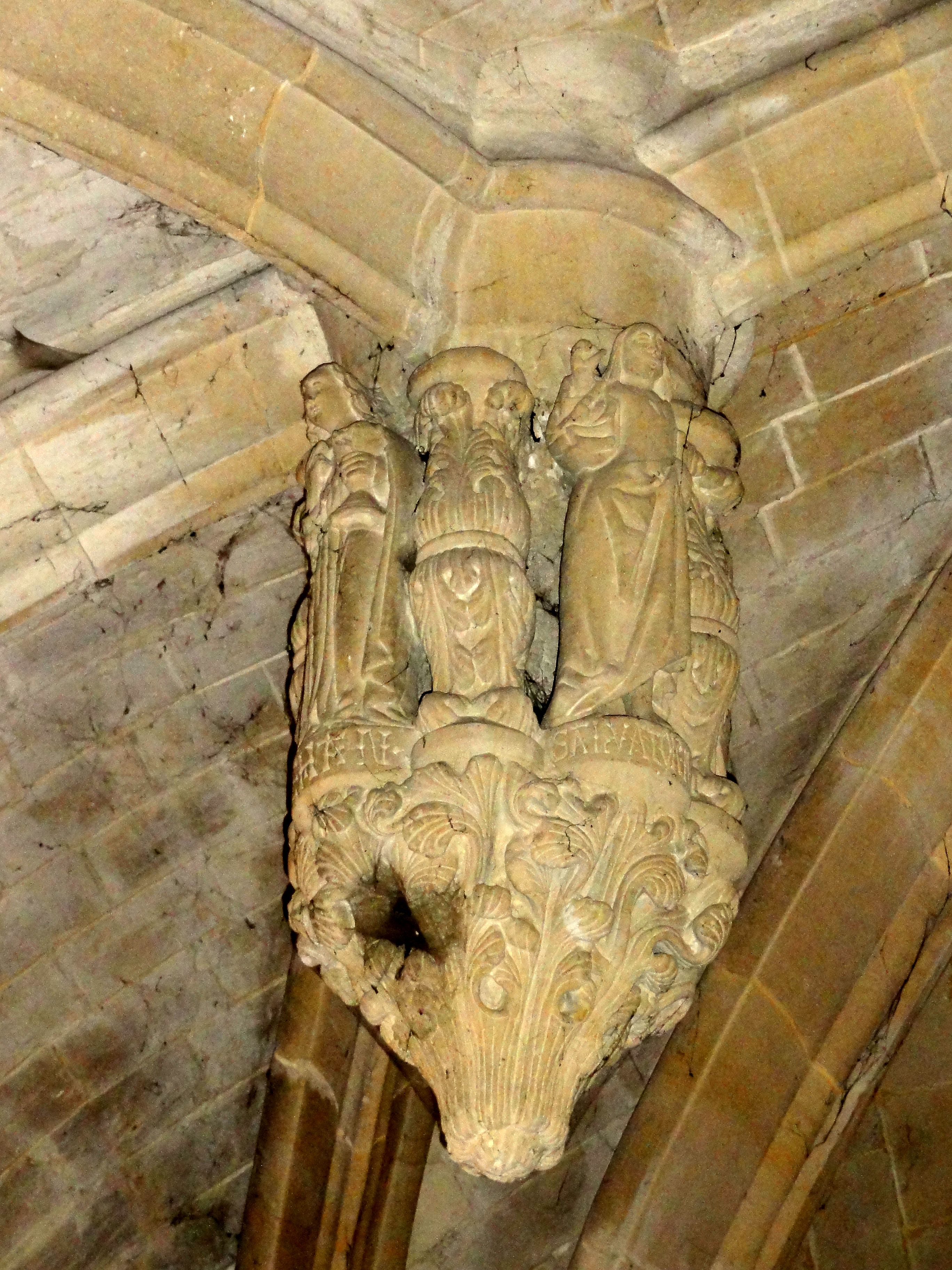
2e travée, clé à gauche en regardant le chevet.

### Extérieur
L'extérieur est d'un intérêt limité, mais la physionomie particulière de l'église Saint-Quentin la rend facilement reconnaissable parmi toutes les autres églises du département, et elle contribue fortement à donner une identité au village de Valmondois. Ce qui frappe est la disproportion entre la nef et le chœur, qui est non seulement plus élevé que la nef, mais de pareille longueur. La raison est le raccourcissement de la nef à une période indéterminée, et non une prééminence du chœur du fait de la vocation de l'église comme église prieurale : en effet, les messes de prieuré se tenaient dans le collatéral sud, et la majorité de l'édifice était donc à la disposition entière de la paroisse. Au moment du remplacement du collatéral nord par la chapelle seigneuriale, le vaisseau central du chœur et le collatéral sud ont reçu de nouveaux pignons communs, car la chapelle plus basse est couverte par un toit en appentis. Puisque les trois vaisseaux occidentaux sont toujours couverts ensemble par une toiture unique, dont la charpente date de 1667, les lignes de faîtage des deux parties de l'église ne concordent pas.
Le petit clocher n'est pas daté. Presque toutes les fenêtres ont été agrandies ou repercées, et le portail méridional est néogothique. Il est susceptible de dater de 1860, quand l'ancien porche fut démoli.
Sur le chœur, l'on aperçoit encore les vestiges d'une corniche de modillons cubiques. Avec les contreforts à ressauts caractéristiques du style gothique primitif, c'est le seul indice de la période de construction visible extérieurement. Ces contreforts sont scandés par plusieurs glacis, mais restent moins faiblement saillants. La chapelle nord n'aurait pas subi de remaniement hormis la modification des fenêtres, dont l'unique moulure est une gorge, et qui à l'origine devaient être en tiers-point. Les contreforts sont pourvus d'un glacis intermédiaire formant larmier présent sur leurs trois flancs, et se terminent par un glacis. Hormis ce détail, la chapelle est une construction sans caractère,,.

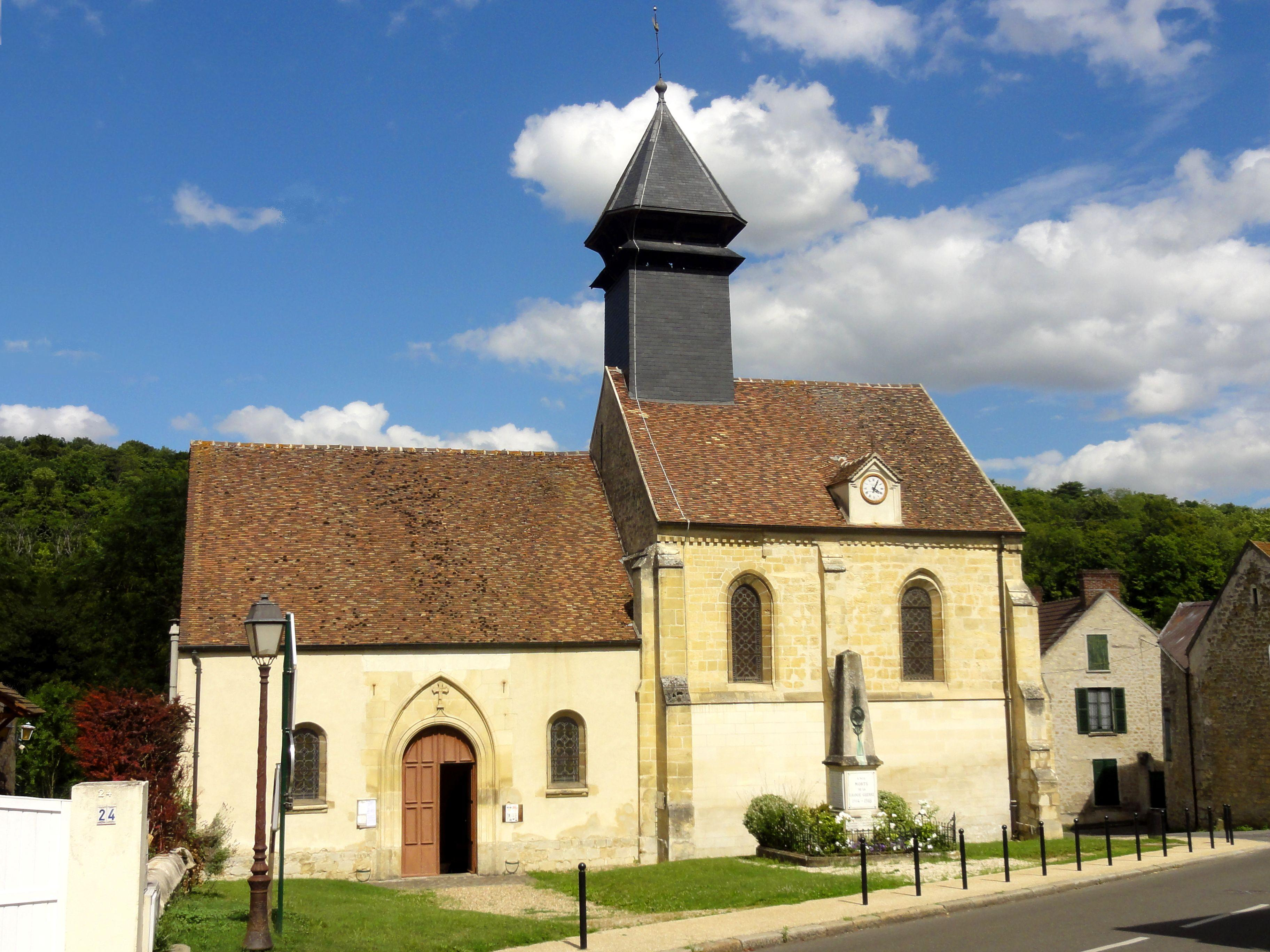
Vue depuis le sud.
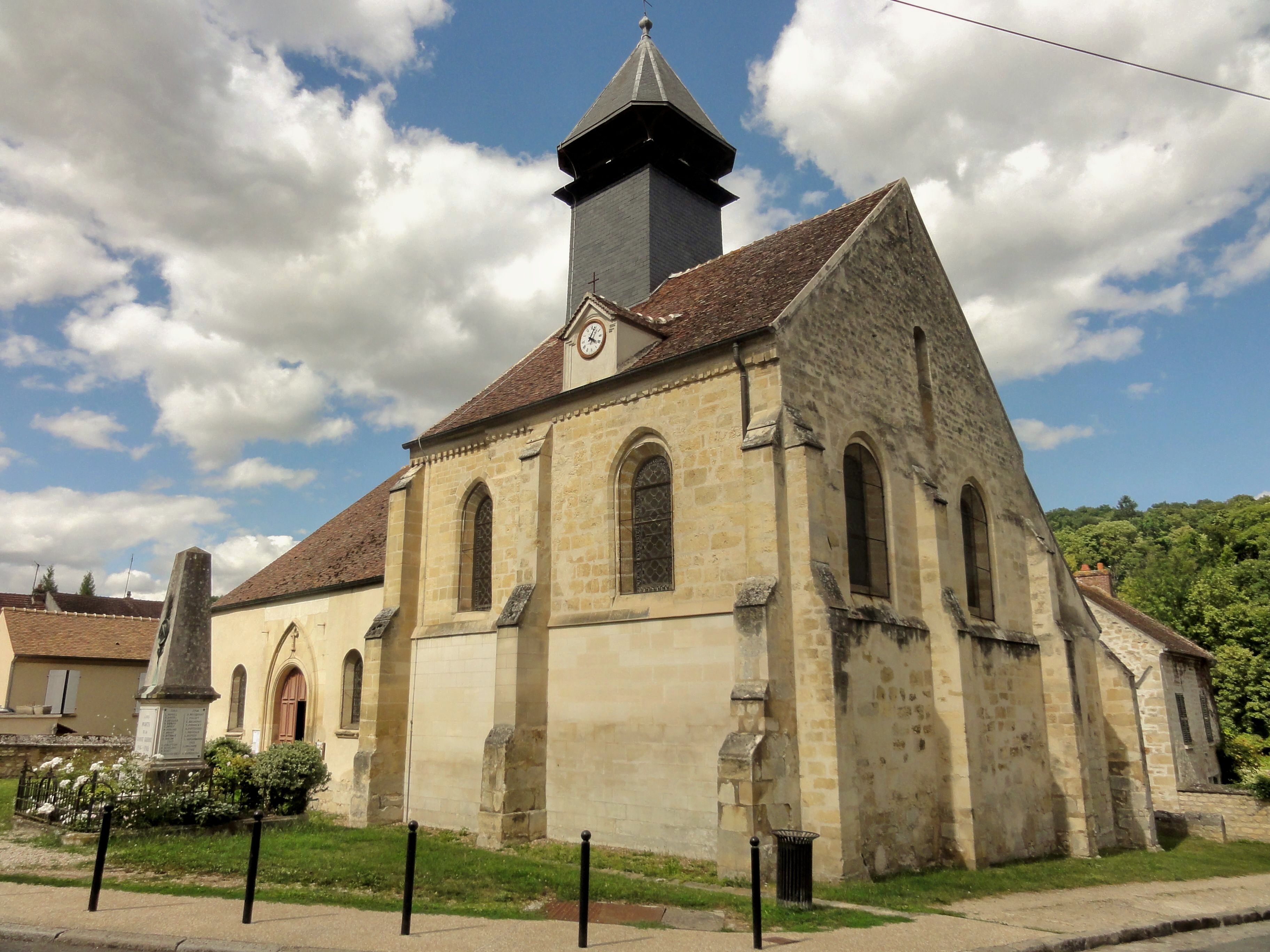
Vue depuis le sud-est.
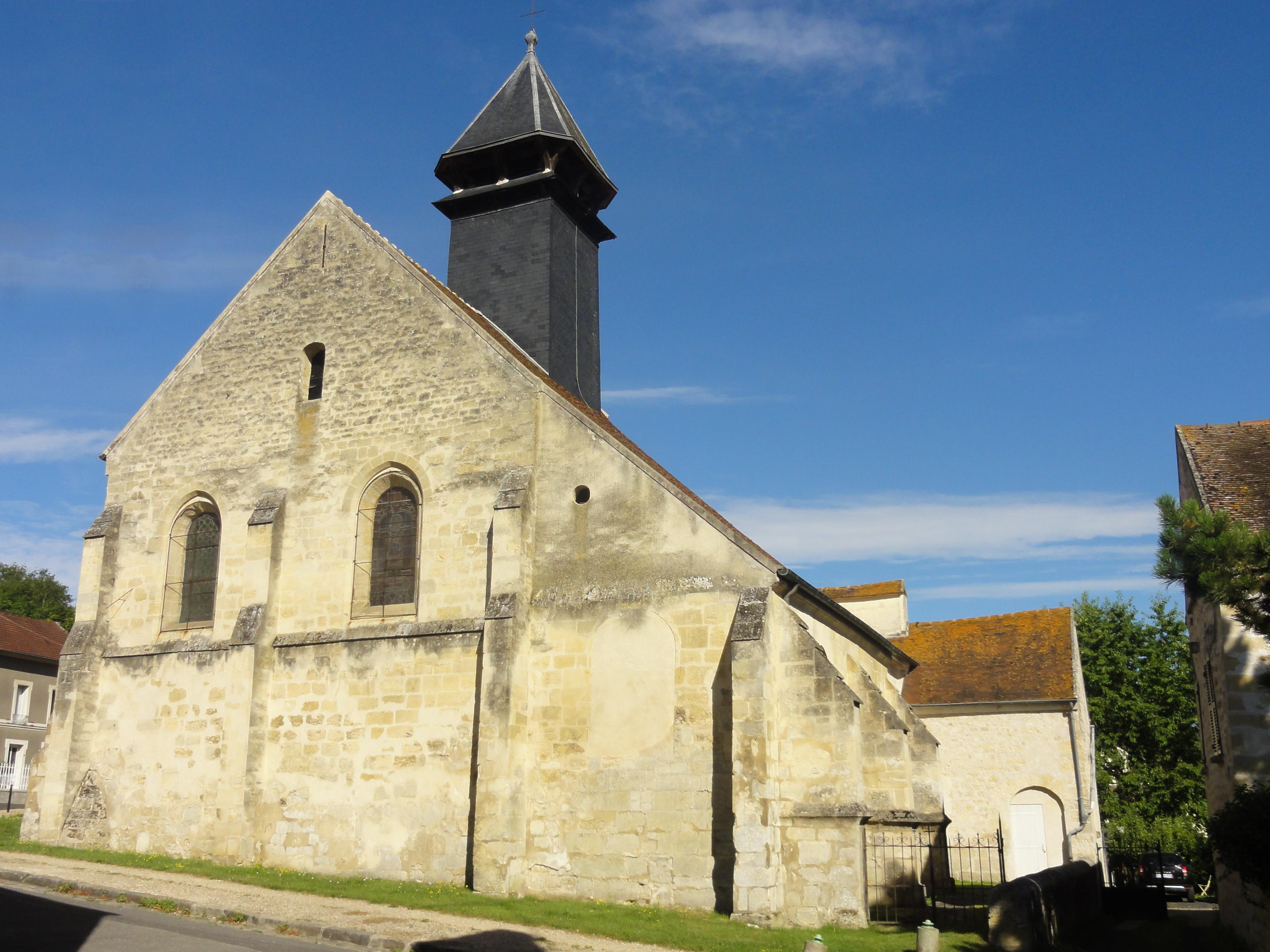
Chevet.
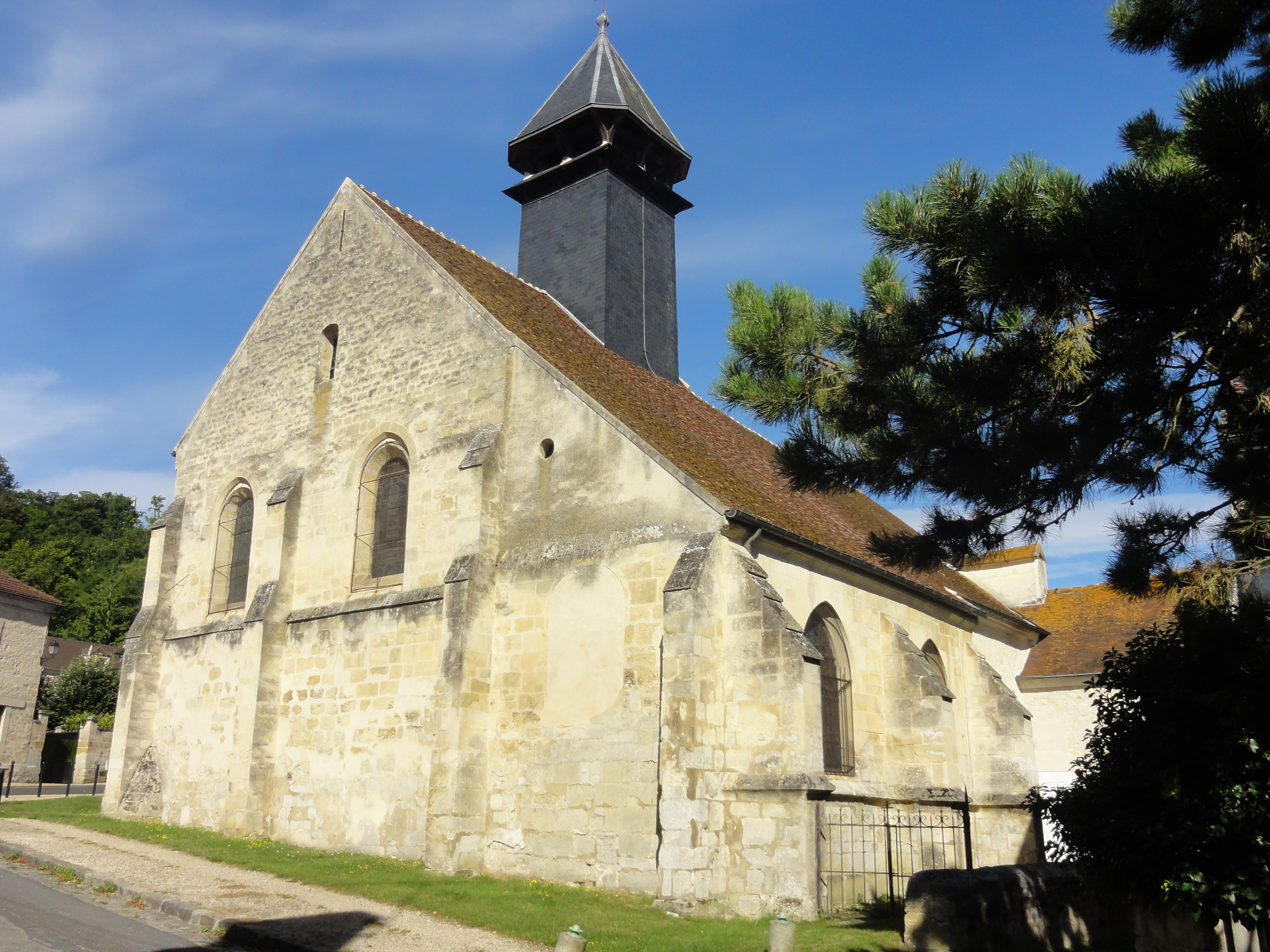
Vue depuis le nord-est.
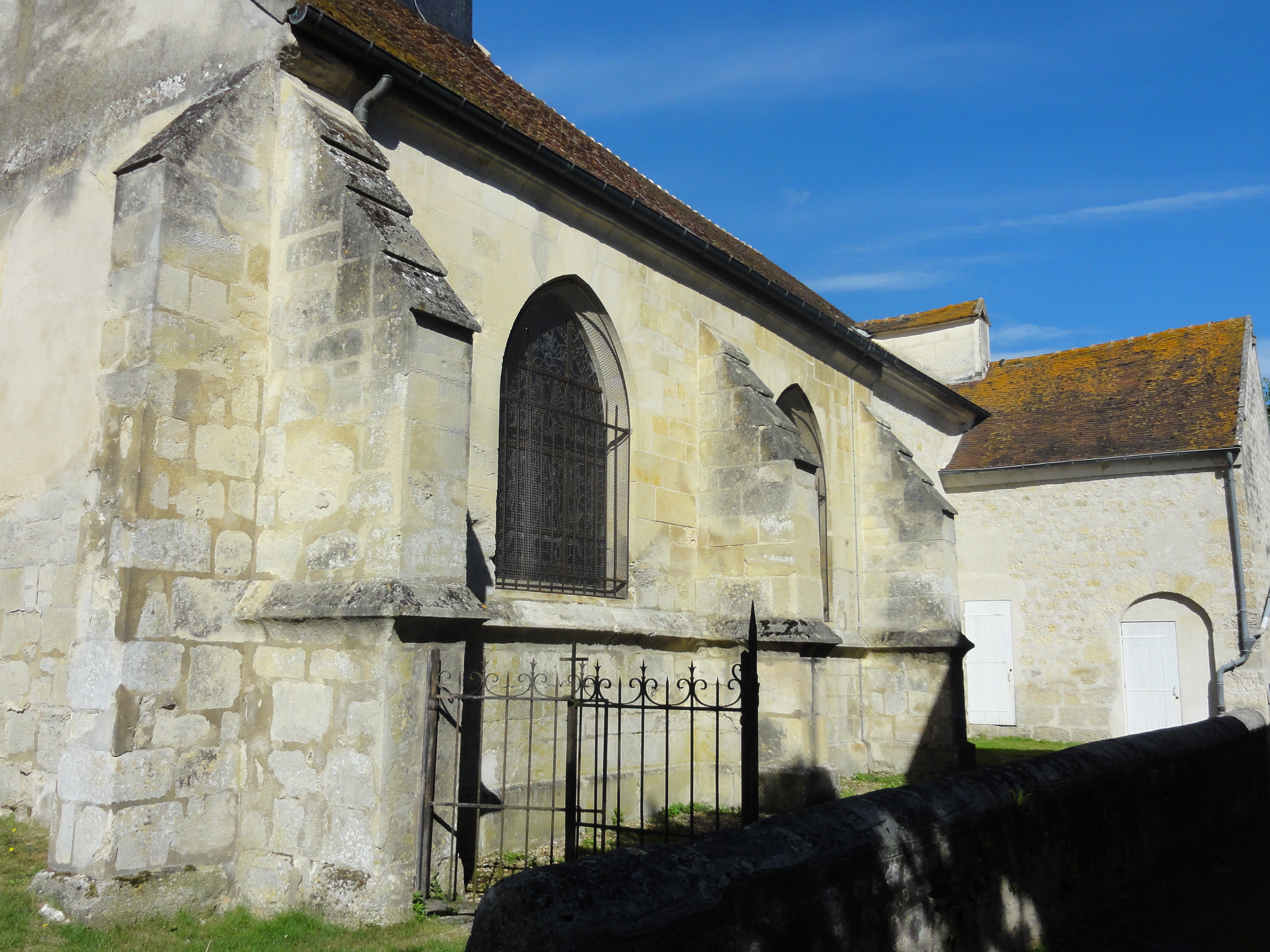
Chapelle seigneuriale.
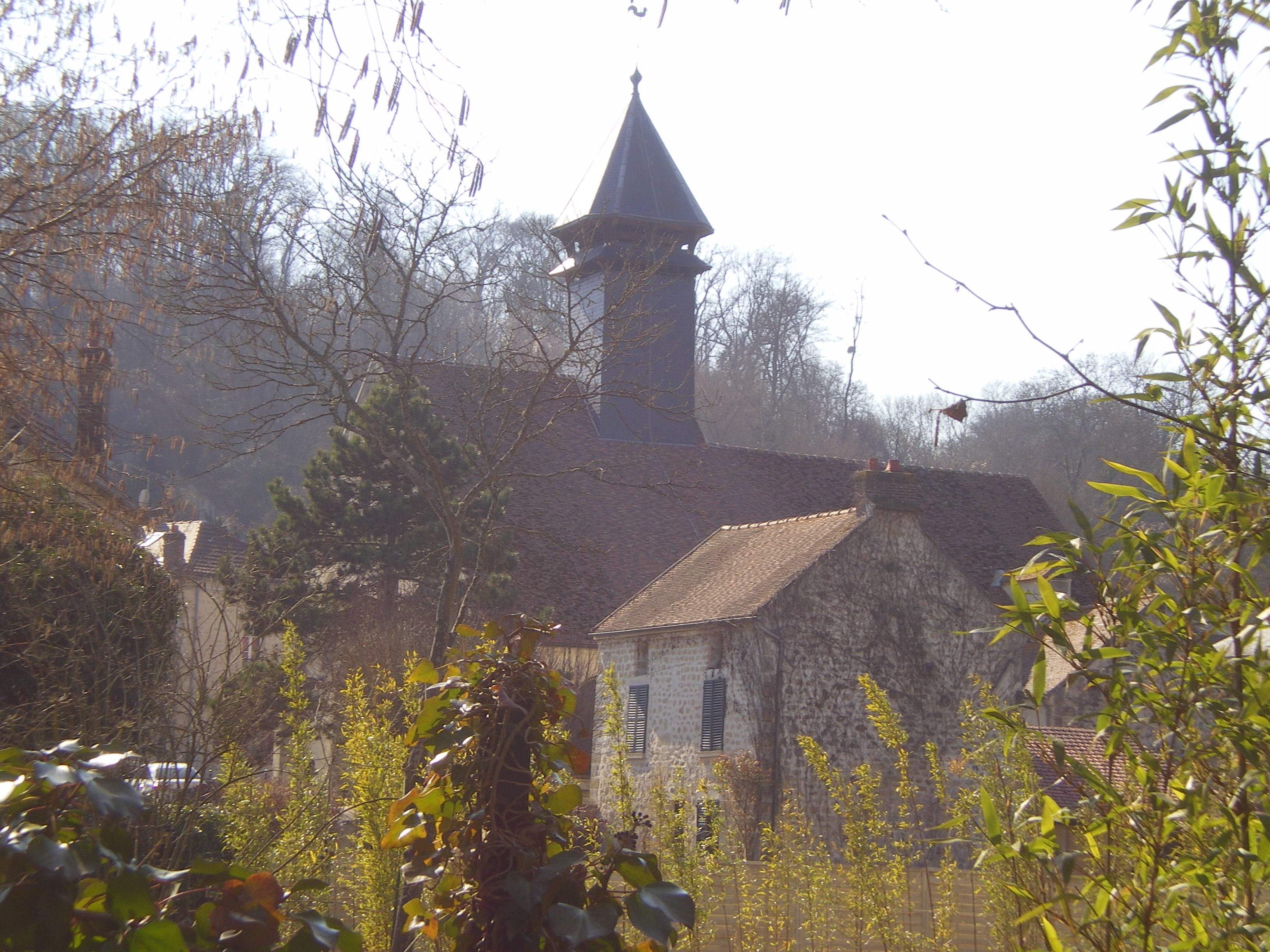
Vue depuis le nord.

## Mobilier

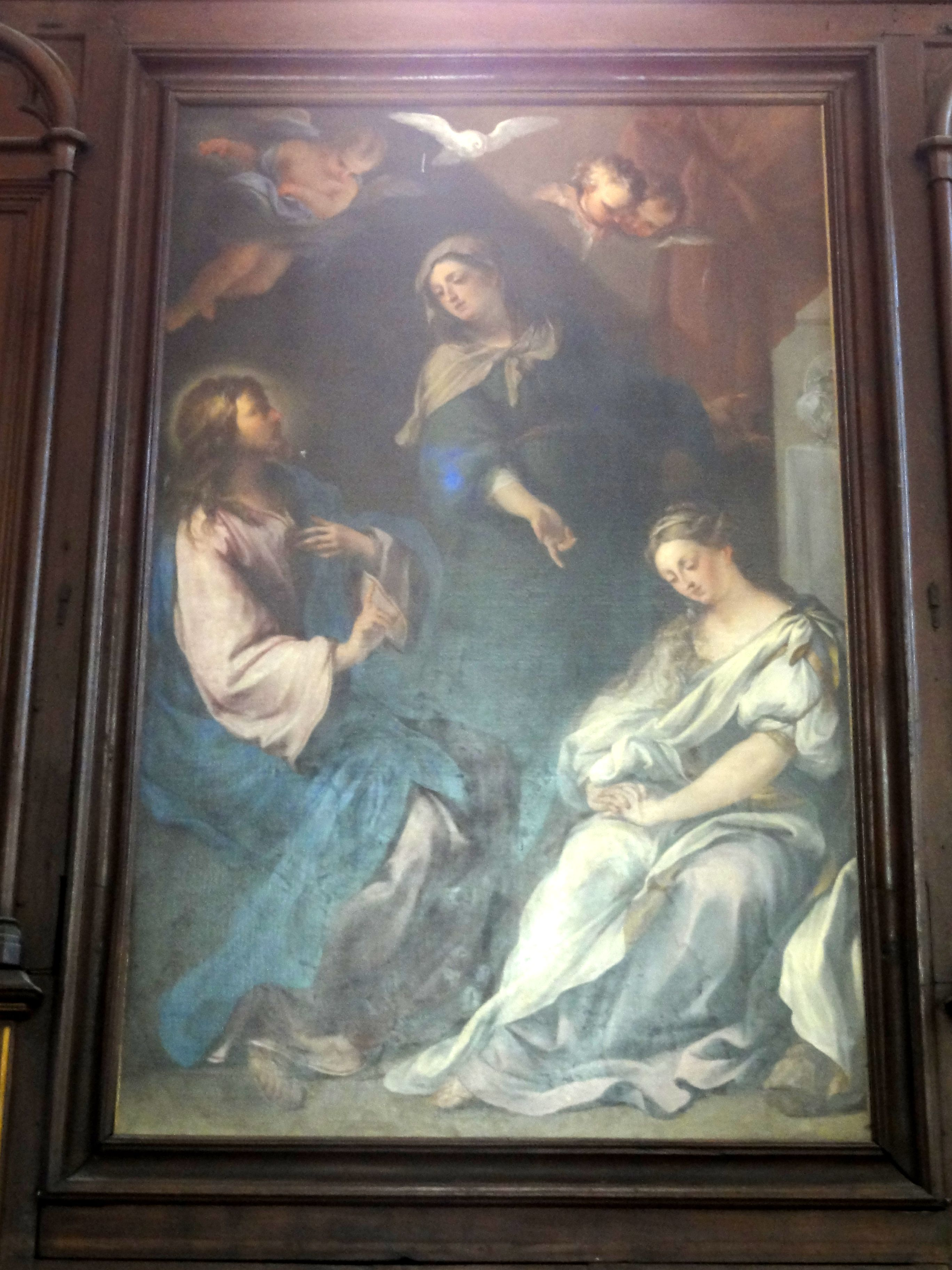
Le Christ chez Marthe et Marie ou la meilleure part.

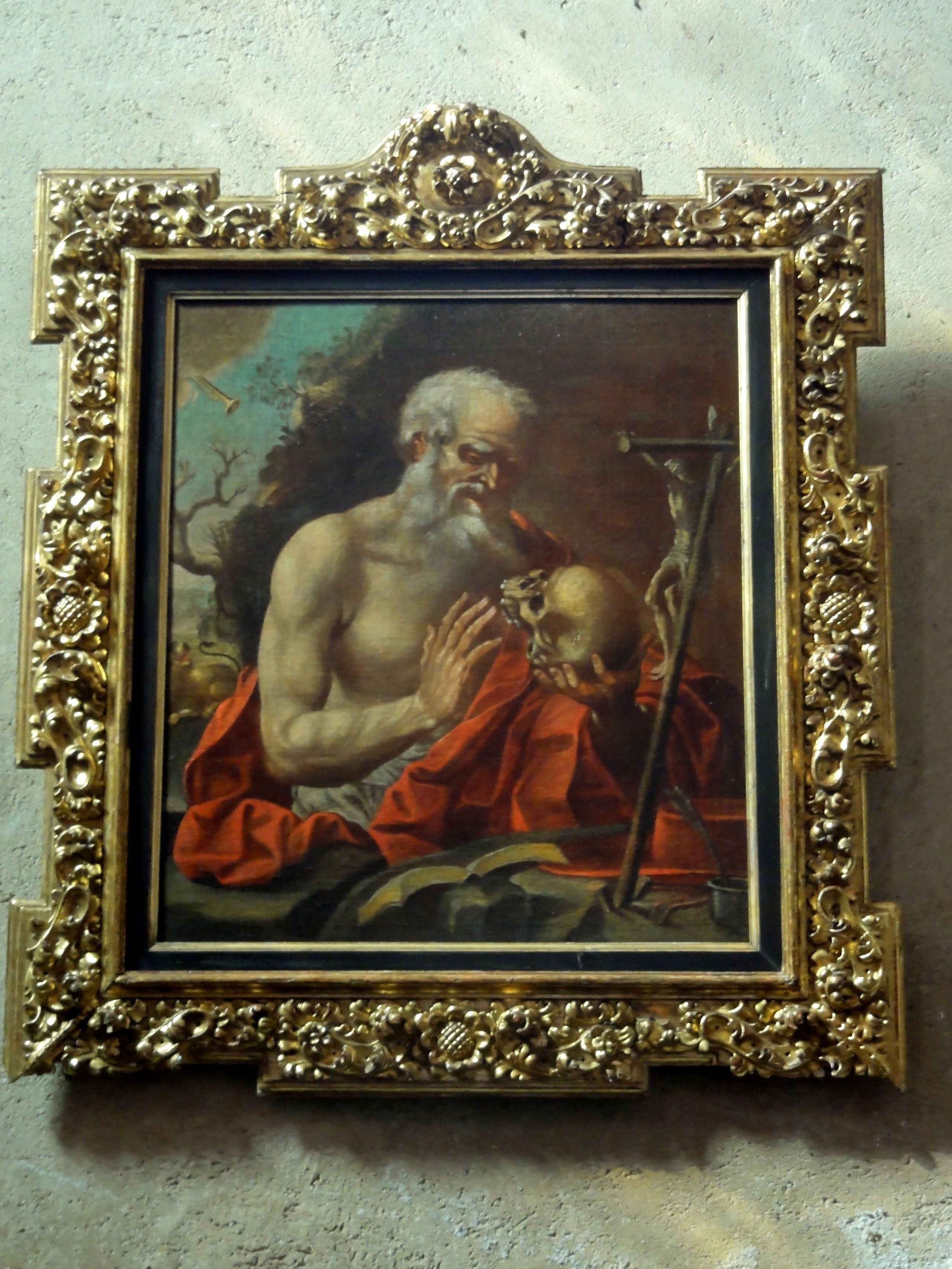
Saint Jérôme méditant.

L'église Saint-Quentin renferme deux éléments de mobilier classés ou inscrits monument historique au titre objet :
- Le tableau peint à l'huile sur toile représentant Le Christ chez Marthe et Marie est une œuvre italienne, datée de 1679 grâce à une inscription ancienne (mais apparemment non authentique) qui se lit sur son dos. Attribué à Ciro Ferri, sans certitude, par Agnès Somers et Catherine Crnokrak, on pense aujourd'hui que son auteur devrait être Agostino Scilla. Le tableau pourrait provenir de la célèbre collection du cardinal Joseph Fesch, mort en 1839[14]. En tout cas, l'œuvre fut offerte à l'église par Mme de Provigny, châtelaine de Valmondois. Elle illustre la scène relatée dans Lc 10,38-42, quand Jésus est reçu dans la maison de Marthe. Sa sœur Marie, que l'on aperçoit à droite, s'assoit devant Jésus, et l'écoute attentivement, tandis que Marthe vaque à ses occupations. Elle demande à Jésus s'il ne pouvait pas demander à sa sœur de l'aider, mais Jésus réplique qu'elle s'inquiète pour bien peu de chose, « or il n'est besoin que de peu de choses ou d'une seule. Marie en effet a choisi la bonne part, qui ne lui sera point ôtée ». Il s'agit, en l'occurrence, de l'enseignement de Jésus et donc de la parole de Dieu, dont Marie tient plein profit[15],[16],[17].
- Le tableau peint à l'huile sur toile représentant Saint Jérôme est l'œuvre d'un maître anonyme du XVIIe siècle. Le docteur de l'église est représenté nu, en buste, méditant devant un crâne, qu'il tient dans sa main gauche. Le crâne symbolise la pénitence. Devant lui, tout à droite, un crucifix est posé contre un support situé en dehors du tableau. Au milieu, repose un livre ouvert, et en bas à gauche, l'on aperçoit un chapeau cardinalice. Un peu au-dessus, mais à l'arrière-plan, rugit un lion, qui est souvent utilisé comme attribut de saint Jérôme. De la nuée en haut à gauche, émerge une trompette, annonciateur du Jugement dernier. Le cadre en bois, contemporain du tableau, est richement sculpté de feuillages et de fleurs, et doré[15],[18].

Le mobilier de l'église comporte d'autres tableaux et objets d'art :
- Un tableau représentant L'Apparition du Christ à la Madeleine, peint à l'huile sur toile par un maître anonyme au XVIIIe siècle[19] ;
- Un tableau représentant la Vierge à l'Enfant, copie d'après d'Carlo Cignani (inversée, car copiée d'après la gravure qu'en a tirée Alessandro Badiale).
- Un tableau représentant la Vierge à l'Enfant, copie du XIXe siècle d'après « La Vierge au poisson » de Raphaël conservé au musée du Prado[20] ;
- Un tableau représentant La Transfiguration, copie tardive du tableau de Raphaël conservé à la Pinacothèque vaticane.
- Une verrière figurée de la baie occidentale, représentant le Mariage de la Vierge d'après Raphaël, attribuée au maître-verrier C. H. Champigneulle, Paris, et offerte par Ludovic Marie Cavelier de Montgeon et Marie Thérèse François Maniel le 4 août 1885[15],[21] ;
- Deux bas-reliefs en bois provenant d'un retable démantelé du XVIIe siècle et représentant en grandeur nature saint Joseph tenant une fleur de lys et une Scie à chantourner, et saint Jean-Baptiste portant l'Agneau[22] ;
- Une chaire à prêcher néogothique de la seconde moitié du XIXe siècle, qui s'apparente plutôt à un ambon et dont la partie basse semble plus ancienne, contenant un ange allongé supportant une console ainsi qu'un serpent en haut-relief[23] ;
- Un tabernacle du bas-côté nord, de la seconde moitié du XIXe siècle, mais imitant le style du début du XVIe siècle[24] ;
- Une statue de la Vierge à l'Enfant du bas-côté nord, réalisée en plâtre (ou en terre cuite[25].) et couverte d'une peinture polychrome au XIXe siècle[26] ?
- La dalle funéraire de Godegrand Bernay, curé et prieur commendataire de Valmondois, mort en 1620 ; elle a été redressée contre un pilier du bas-côté nord en 1886 et ne mesure que 106 cm de haut et 72 cm de large[27].

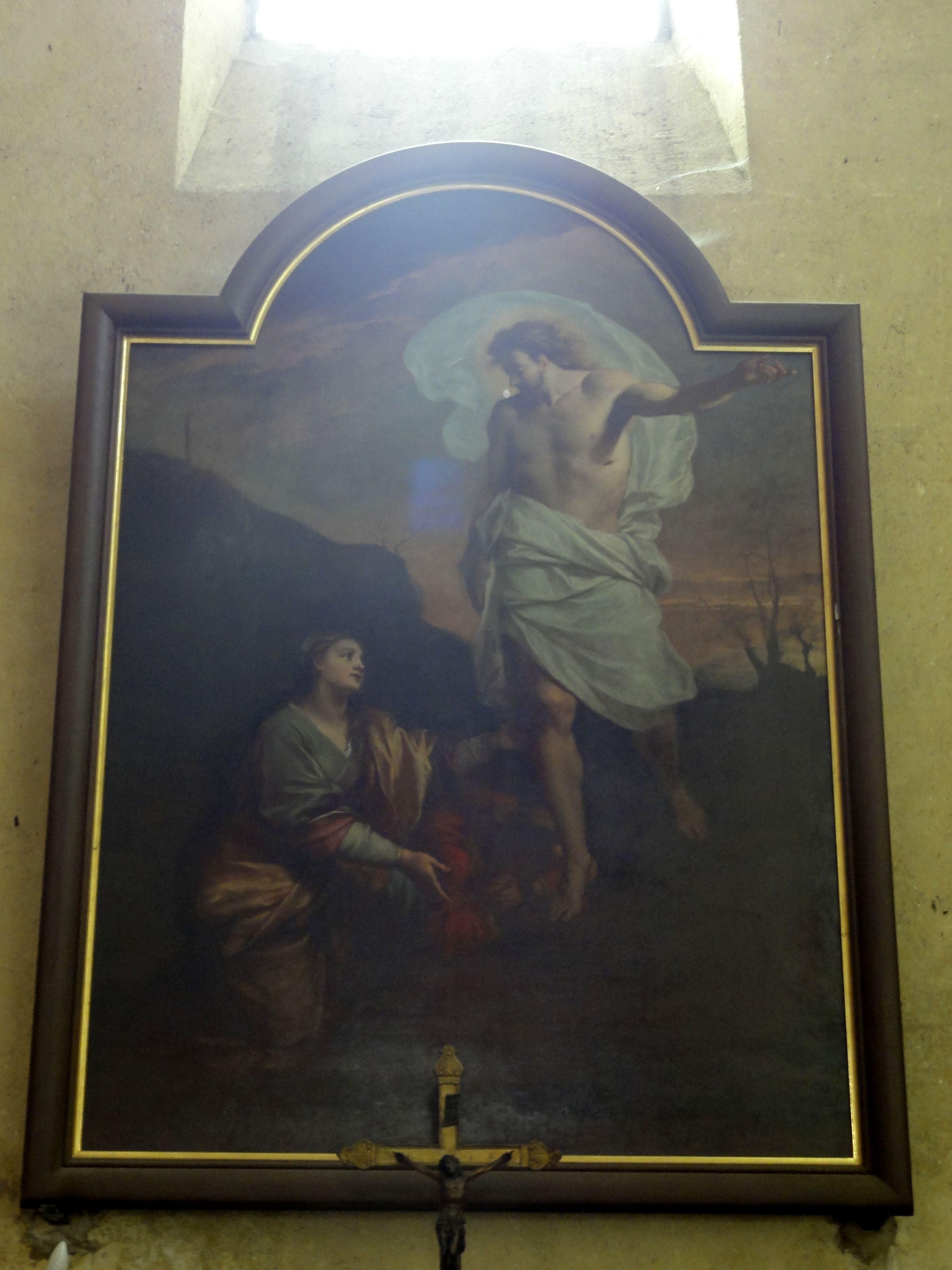
Apparition à Madeleine.
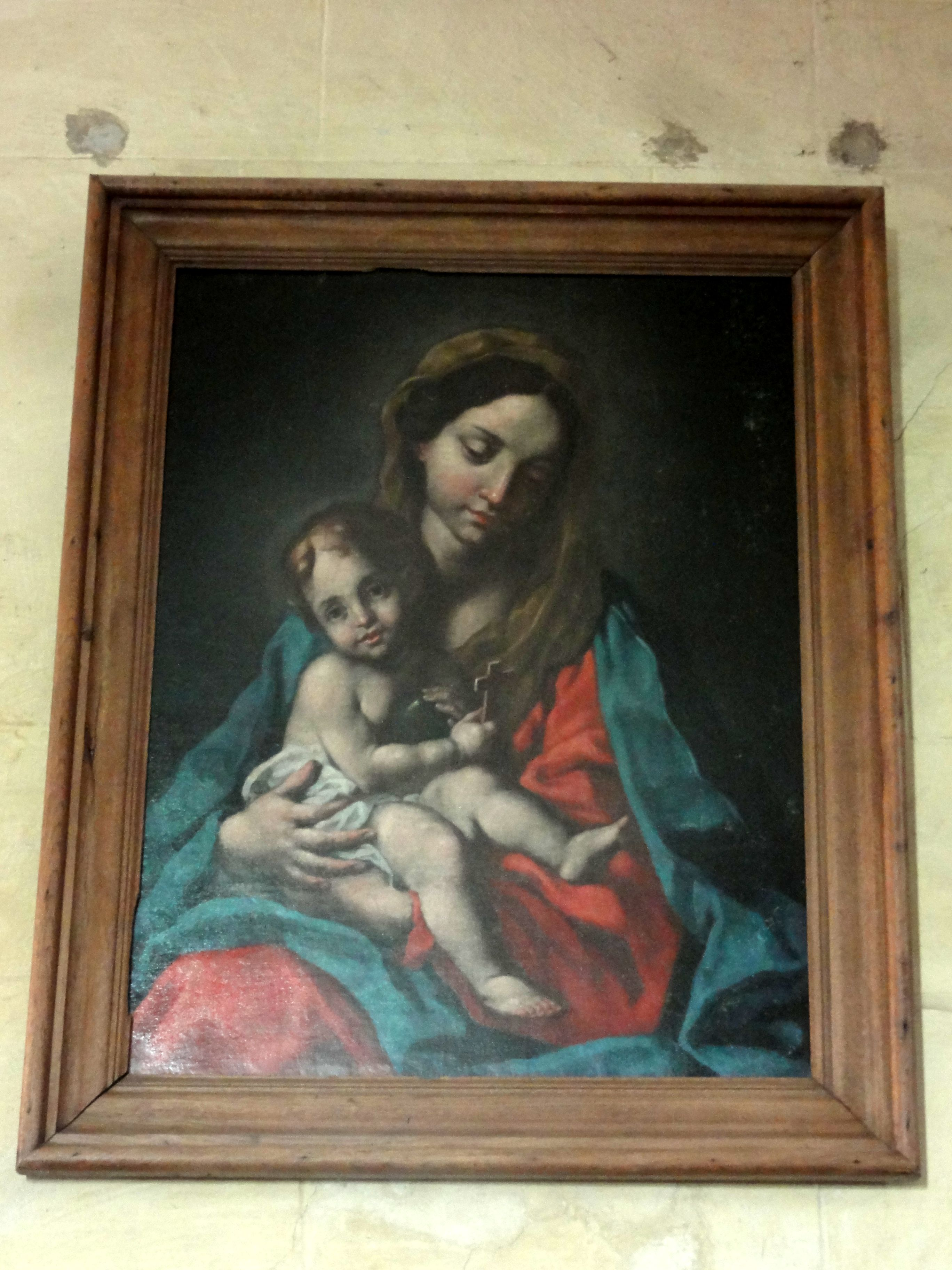
Vierge à l'Enfant.
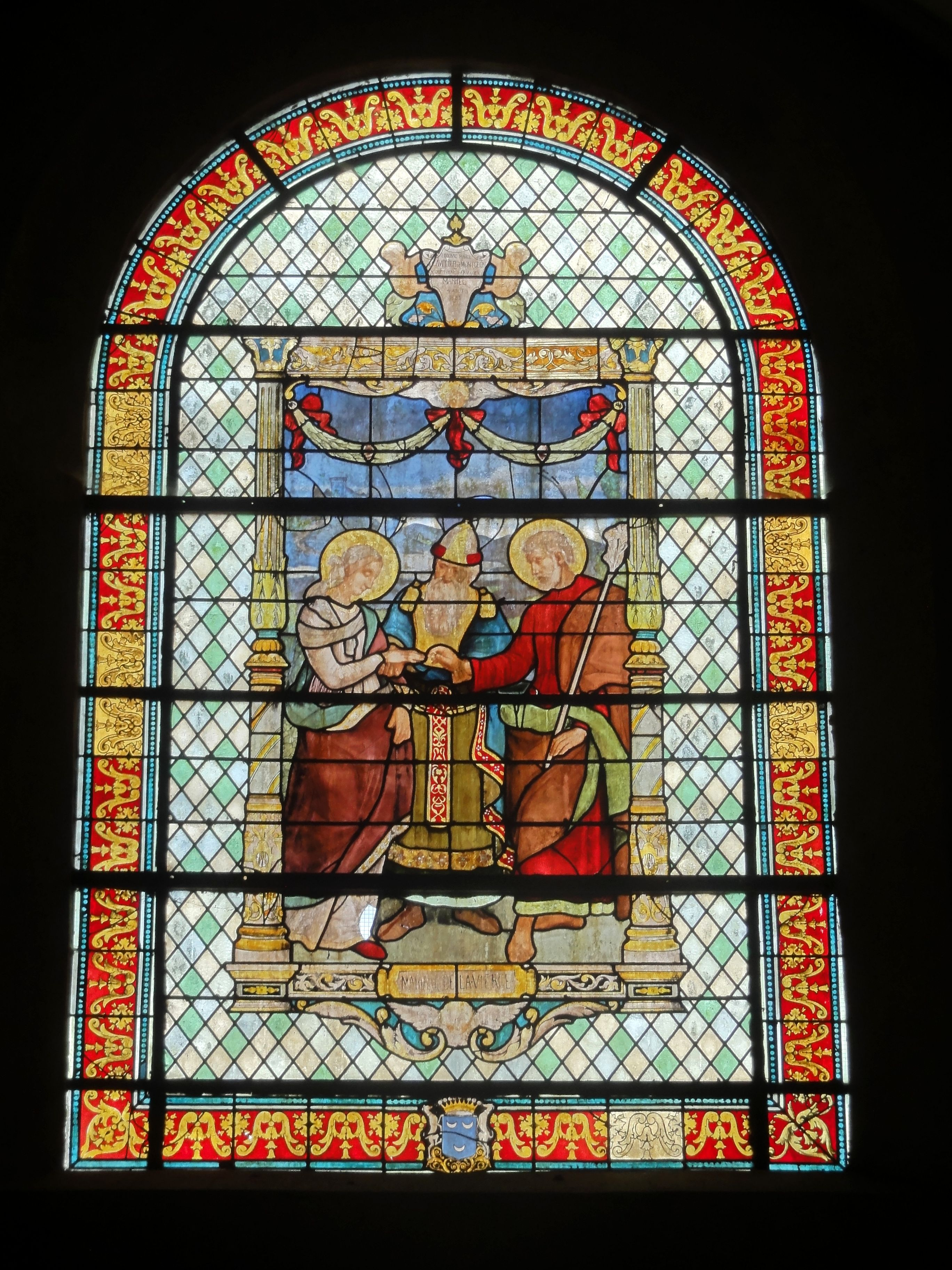
Vitrail - Mariage de la Vierge.
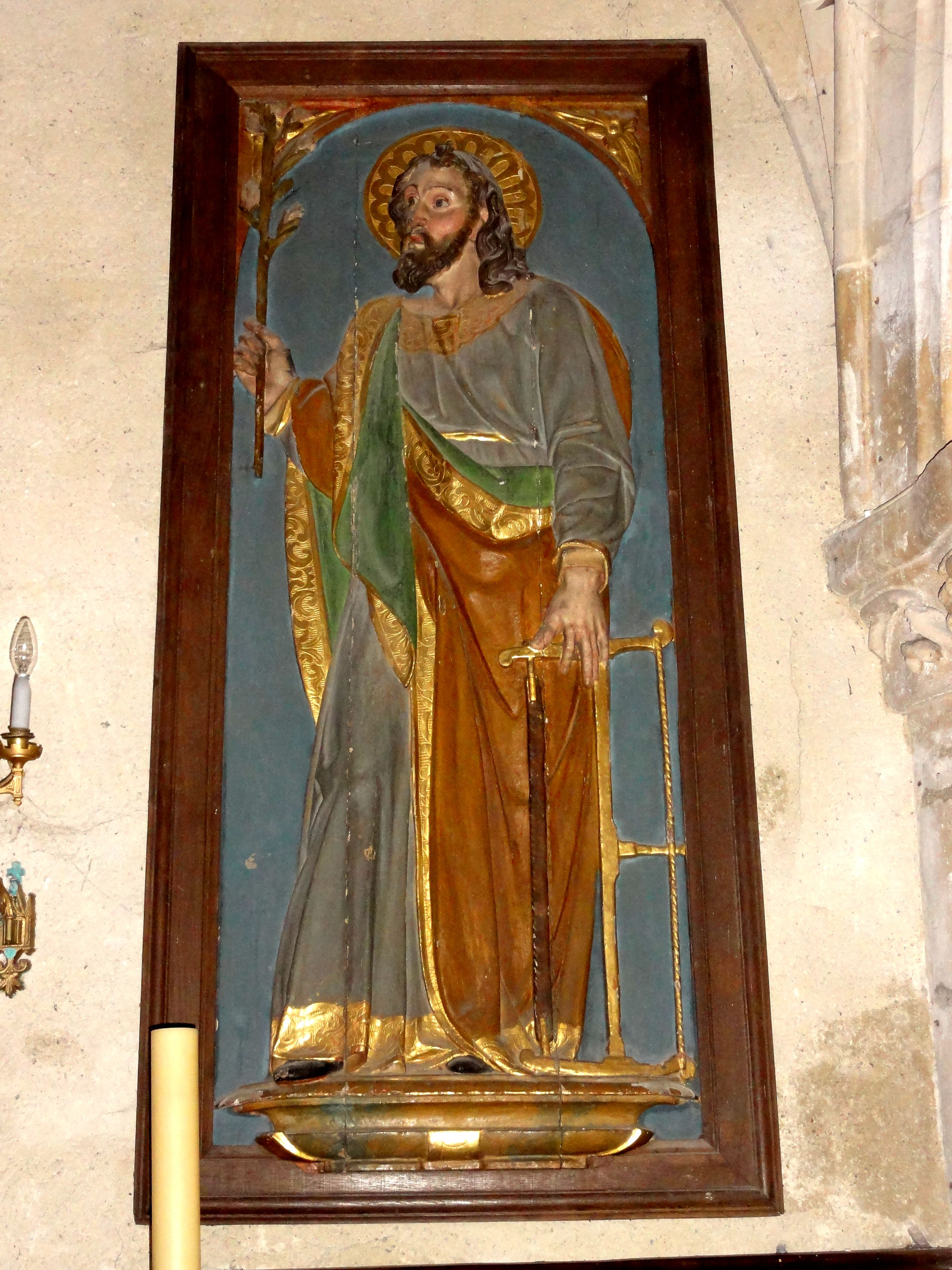
Saint Joseph.
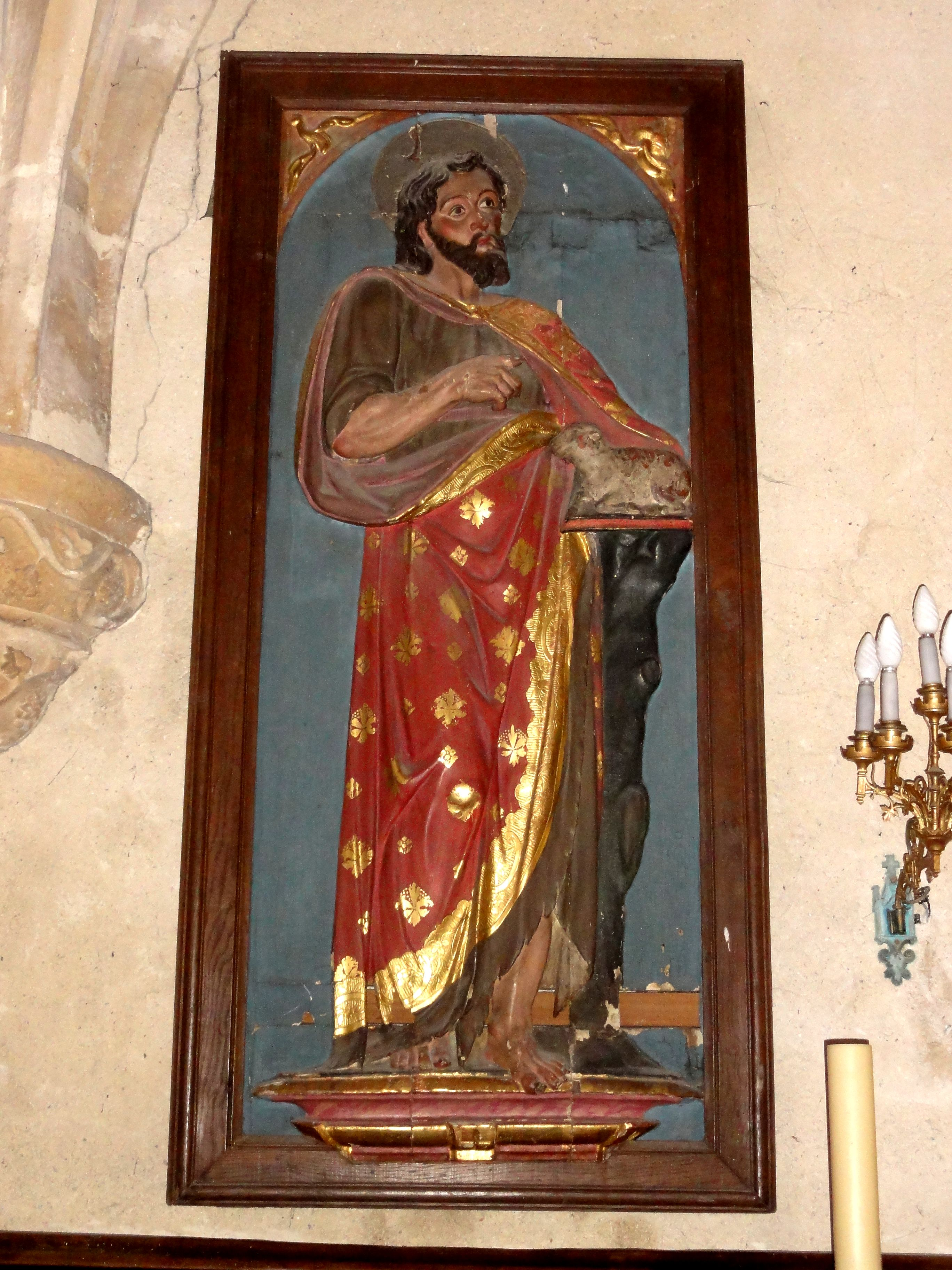
Saint Jean-Baptiste.
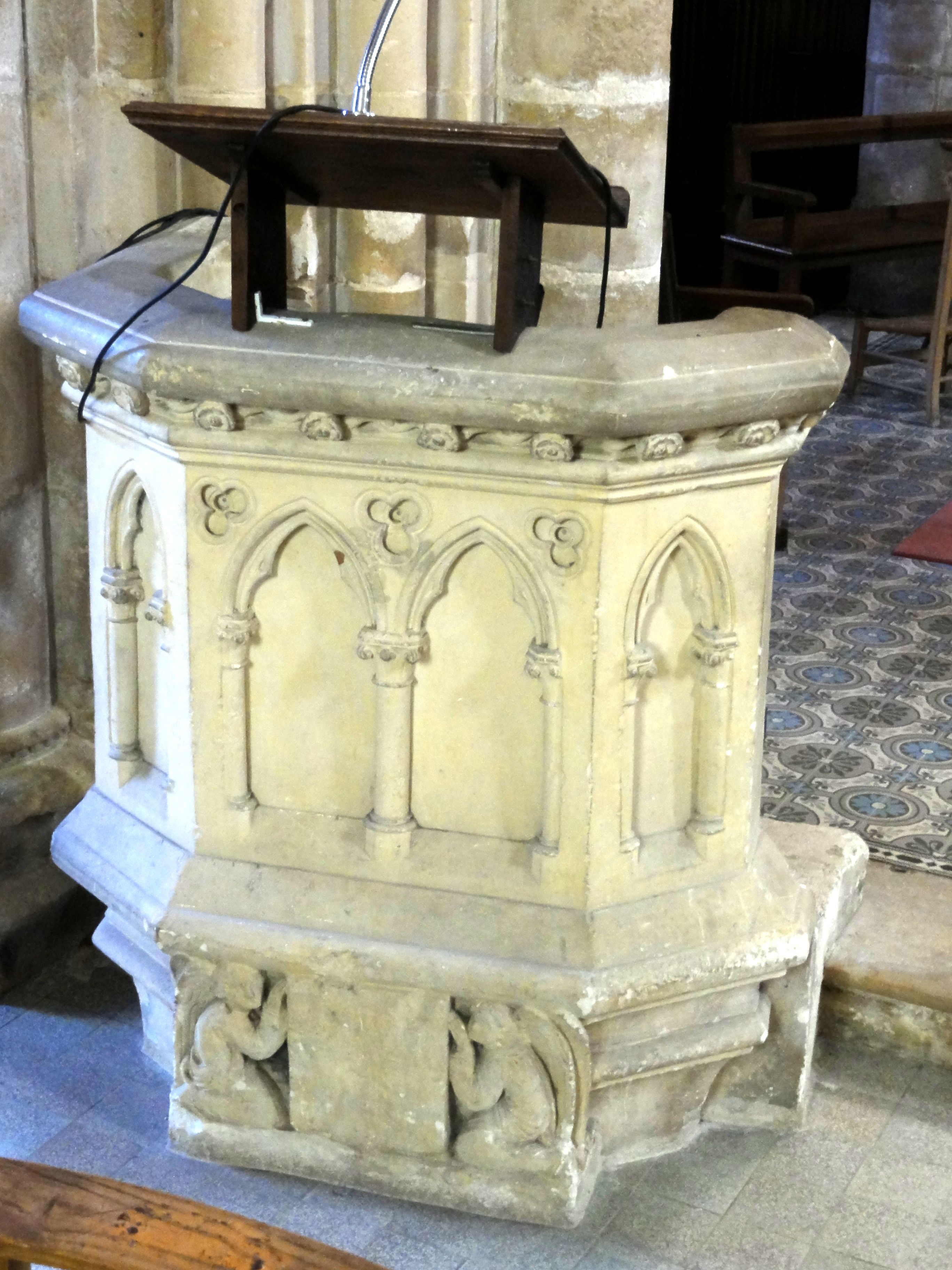
Chaire à prêcher.
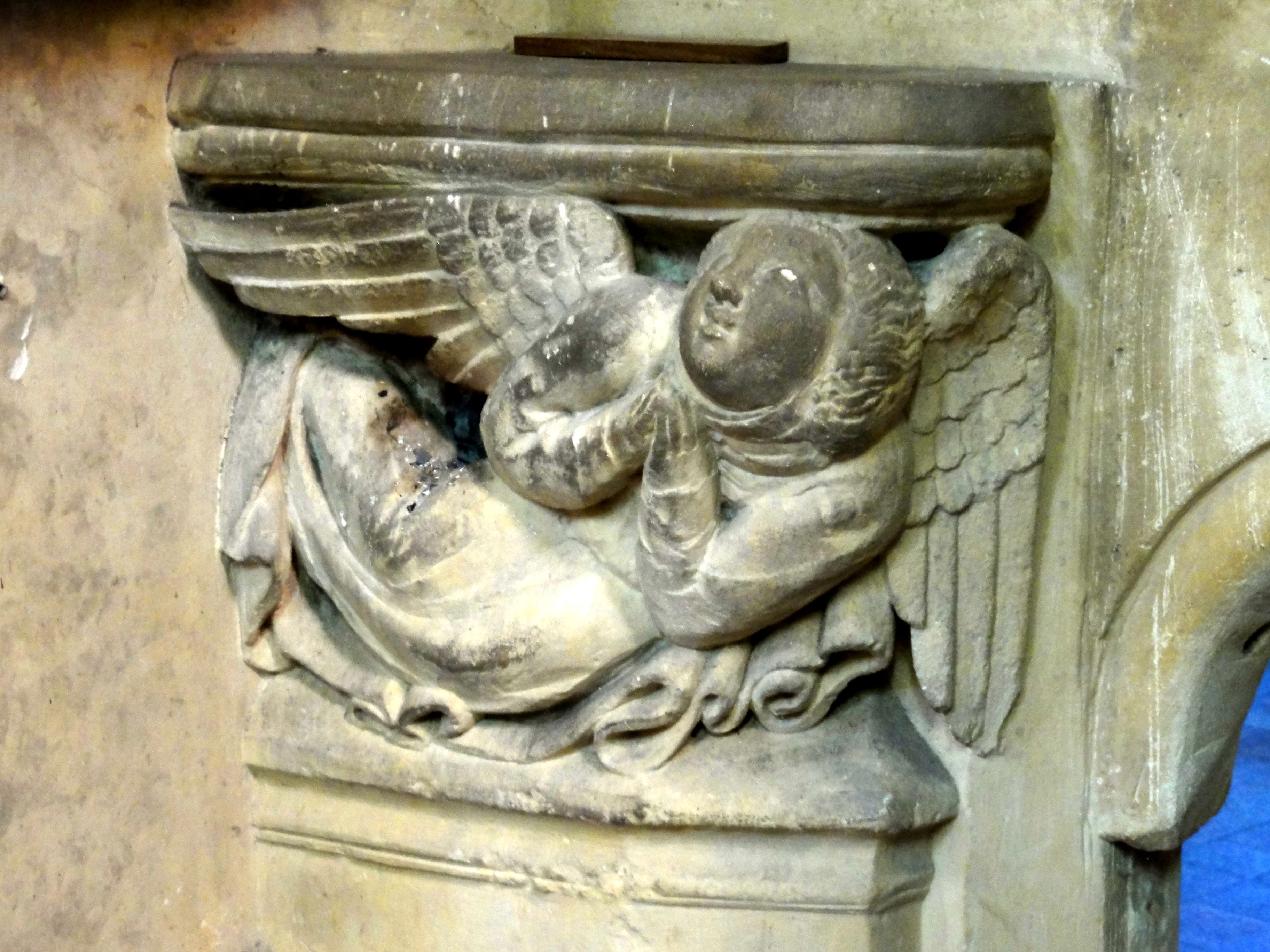
Chérubin dans la chaire.
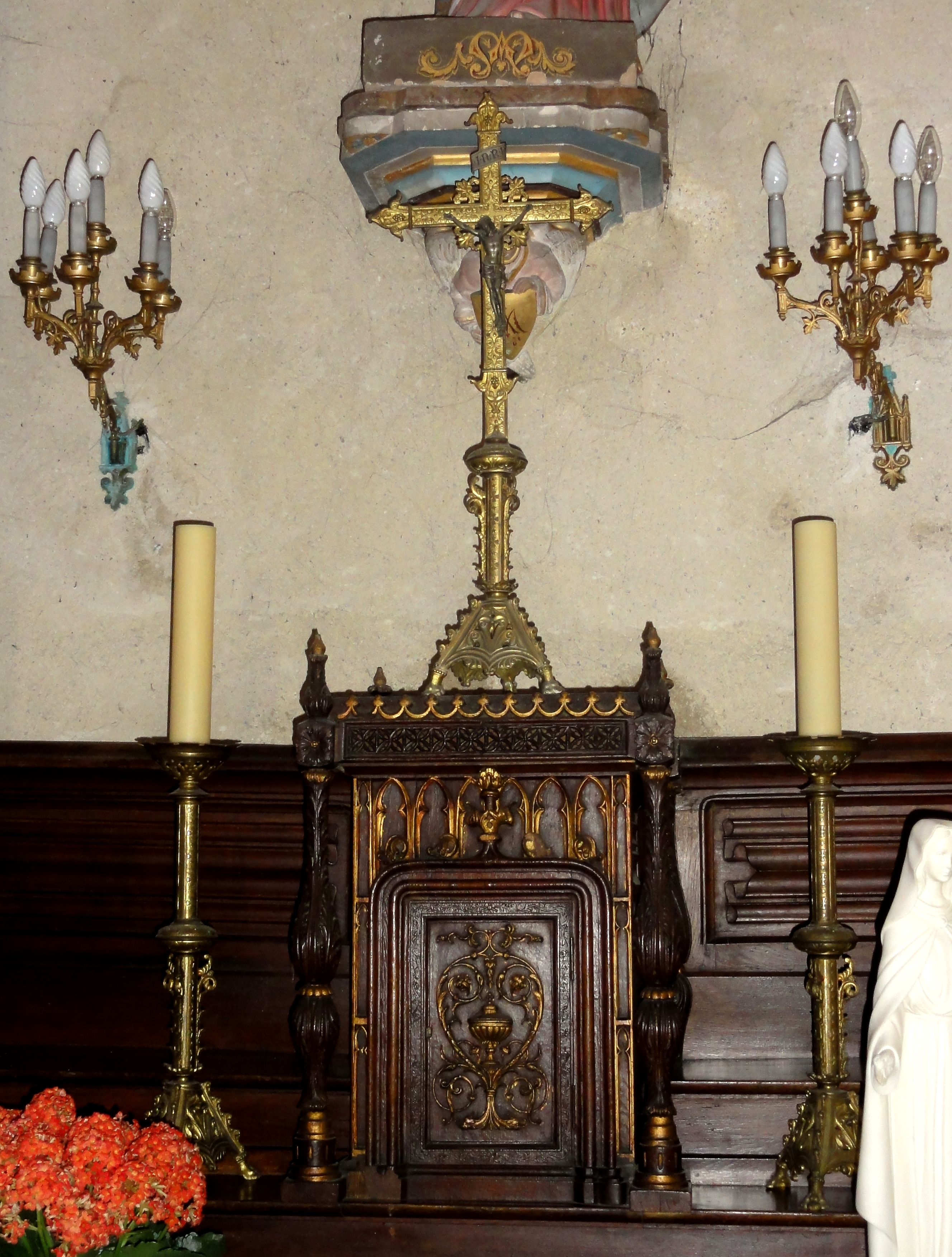
Tabernacle.
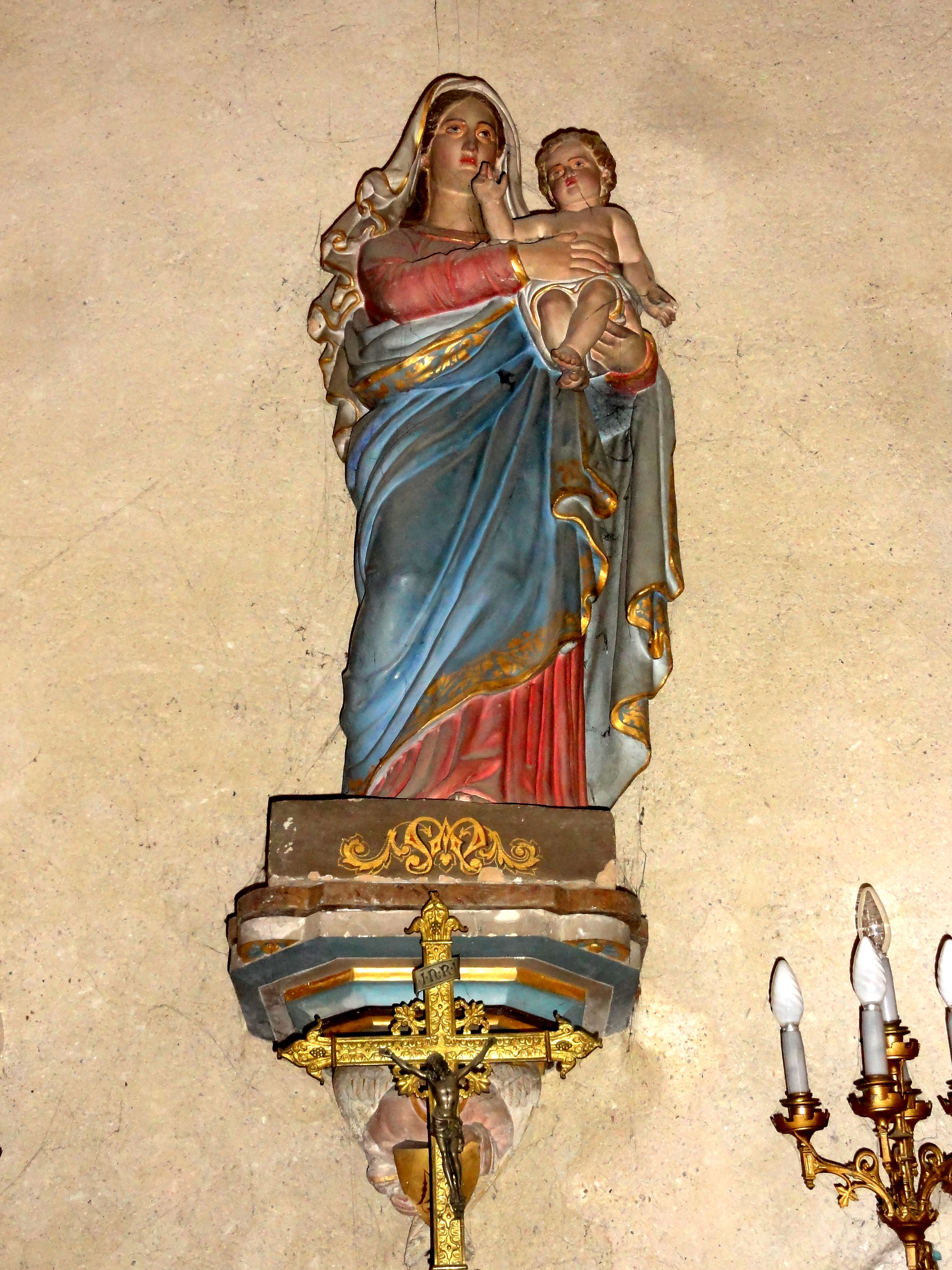
Vierge à l'Enfant.
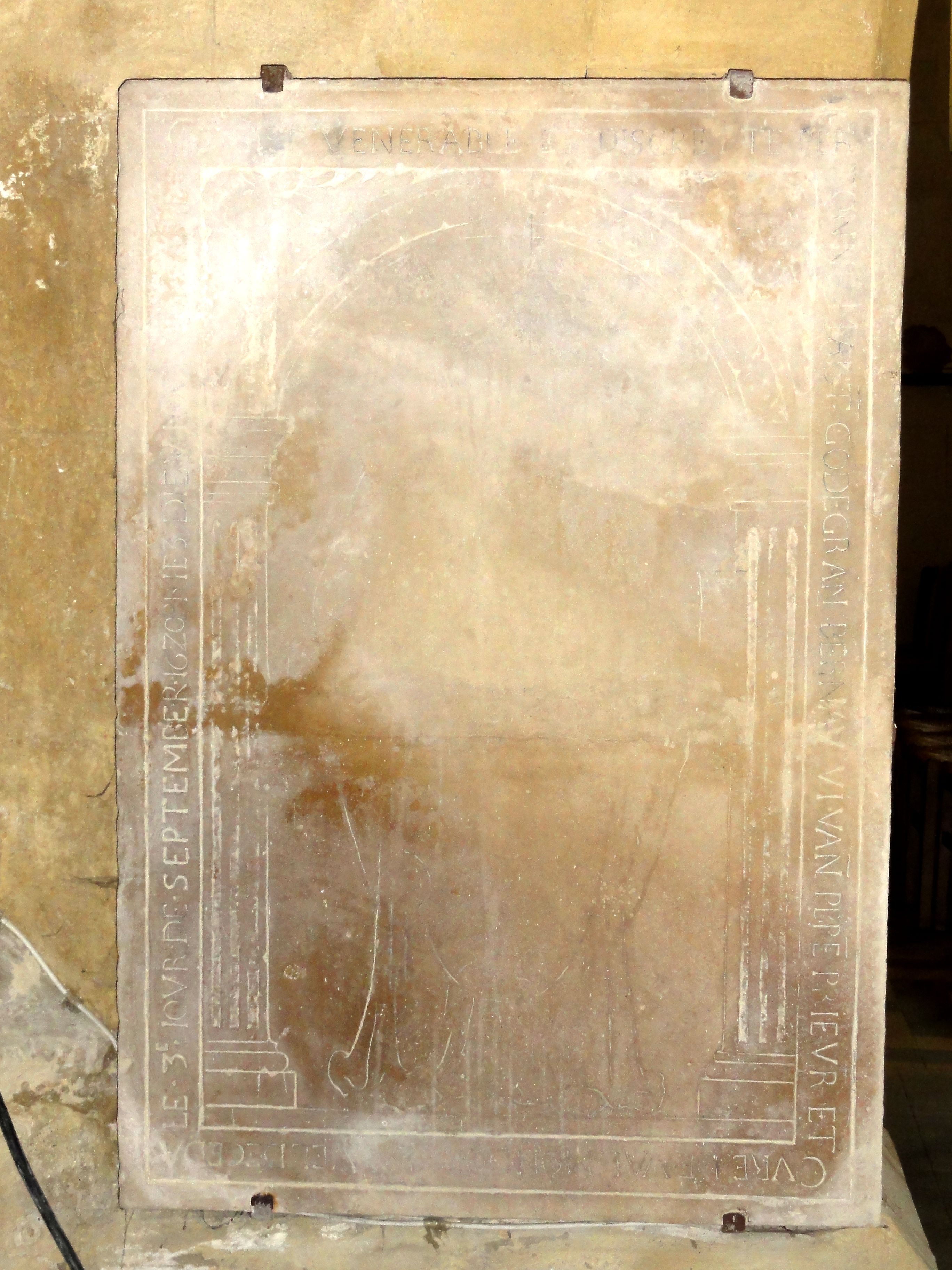
Dalle funéraire.